# Llista d'asteroides (411001-412000)
Llista d'asteroides del 411.001 al 412.000, amb data de descoberta i descobridor. És un fragment de la llista d'asteroides completa. Als asteroides se'ls dona un número quan es confirma la seva òrbita, per tant apareixen llistats aproximadament segons la data de descobriment.

## 411001-411100
| Nom    | Designació provisional | Data de descobriment   | Lloc de descobriment | Descobridor/s          |
| ------ | ---------------------- | ---------------------- | -------------------- | ---------------------- |
| 411001 | 2009 UA52              | 22 d'octubre de 2009   | Mount Lemmon         | Mt. Lemmon Survey      |
| 411002 | 2009 UC54              | 23 d'octubre de 2009   | Mount Lemmon         | Mt. Lemmon Survey      |
| 411003 | 2009 UZ59              | 7 de gener de 2006     | Kitt Peak            | Spacewatch             |
| 411004 | 2009 UG63              | 17 d'octubre de 2009   | Mount Lemmon         | Mt. Lemmon Survey      |
| 411005 | 2009 US69              | 21 d'octubre de 2009   | Mount Lemmon         | Mt. Lemmon Survey      |
| 411006 | 2009 UF70              | 29 de setembre de 2009 | Mount Lemmon         | Mt. Lemmon Survey      |
| 411007 | 2009 UL71              | 18 de setembre de 2009 | Mount Lemmon         | Mt. Lemmon Survey      |
| 411008 | 2009 UU73              | 27 de setembre de 2009 | Mount Lemmon         | Mt. Lemmon Survey      |
| 411009 | 2009 UY79              | 28 de desembre de 1994 | Kitt Peak            | Spacewatch             |
| 411010 | 2009 UD80              | 22 d'octubre de 2009   | Mount Lemmon         | Mt. Lemmon Survey      |
| 411011 | 2009 UK82              | 23 d'octubre de 2009   | Kitt Peak            | Spacewatch             |
| 411012 | 2009 UZ82              | 18 de setembre de 2009 | Mount Lemmon         | Mt. Lemmon Survey      |
| 411013 | 2009 UY85              | 24 d'octubre de 2009   | Mount Lemmon         | Mt. Lemmon Survey      |
| 411014 | 2009 UG90              | 23 d'octubre de 2009   | Socorro              | LINEAR                 |
| 411015 | 2009 UV93              | 18 d'abril de 2007     | Mount Lemmon         | Mt. Lemmon Survey      |
| 411016 | 2009 UX96              | 22 d'octubre de 2009   | Mount Lemmon         | Mt. Lemmon Survey      |
| 411017 | 2009 UP97              | 23 d'octubre de 2009   | Mount Lemmon         | Mt. Lemmon Survey      |
| 411018 | 2009 UF98              | 22 de setembre de 2009 | Mount Lemmon         | Mt. Lemmon Survey      |
| 411019 | 2009 UG99              | 23 d'octubre de 2009   | Mount Lemmon         | Mt. Lemmon Survey      |
| 411020 | 2009 UJ101             | 23 d'octubre de 2009   | Mount Lemmon         | Mt. Lemmon Survey      |
| 411021 | 2009 UG103             | 21 de setembre de 2009 | Mount Lemmon         | Mt. Lemmon Survey      |
| 411022 | 2009 US105             | 21 d'octubre de 2009   | Mount Lemmon         | Mt. Lemmon Survey      |
| 411023 | 2009 UX105             | 21 d'octubre de 2009   | Mount Lemmon         | Mt. Lemmon Survey      |
| 411024 | 2009 UA106             | 21 d'octubre de 2009   | Mount Lemmon         | Mt. Lemmon Survey      |
| 411025 | 2009 UY107             | 23 d'octubre de 2009   | Kitt Peak            | Spacewatch             |
| 411026 | 2009 UM110             | 22 de setembre de 2009 | Mount Lemmon         | Mt. Lemmon Survey      |
| 411027 | 2009 UO110             | 23 d'octubre de 2009   | Kitt Peak            | Spacewatch             |
| 411028 | 2009 UP110             | 23 d'octubre de 2009   | Kitt Peak            | Spacewatch             |
| 411029 | 2009 UD111             | 22 d'abril de 2007     | Mount Lemmon         | Mt. Lemmon Survey      |
| 411030 | 2009 UA117             | 14 d'octubre de 2009   | XuYi                 | PMO NEO Survey Program |
| 411031 | 2009 UN119             | 15 de setembre de 2009 | Kitt Peak            | Spacewatch             |
| 411032 | 2009 UU123             | 26 d'octubre de 2009   | Mount Lemmon         | Mt. Lemmon Survey      |
| 411033 | 2009 UC124             | 20 d'octubre de 2009   | Socorro              | LINEAR                 |
| 411034 | 2009 UY128             | 29 d'octubre de 2009   | Bisei SG Center      | BATTeRS                |
| 411035 | 2009 UY130             | 16 d'octubre de 2009   | Socorro              | LINEAR                 |
| 411036 | 2009 UR135             | 17 d'octubre de 2009   | Catalina             | CSS                    |
| 411037 | 2009 UP136             | 24 d'octubre de 2009   | Catalina             | CSS                    |
| 411038 | 2009 UC137             | 27 d'octubre de 2009   | Catalina             | CSS                    |
| 411039 | 2009 US140             | 26 d'octubre de 2009   | Kitt Peak            | Spacewatch             |
| 411040 | 2009 UM142             | 18 d'octubre de 2009   | Mount Lemmon         | Mt. Lemmon Survey      |
| 411041 | 2009 UF145             | 16 d'octubre de 2009   | Catalina             | CSS                    |
| 411042 | 2009 UP150             | 18 d'octubre de 2009   | Mount Lemmon         | Mt. Lemmon Survey      |
| 411043 | 2009 UB153             | 24 d'octubre de 2009   | Catalina             | CSS                    |
| 411044 | 2009 VY7               | 21 d'octubre de 2009   | Mount Lemmon         | Mt. Lemmon Survey      |
| 411045 | 2009 VO12              | 8 de novembre de 2009  | Mount Lemmon         | Mt. Lemmon Survey      |
| 411046 | 2009 VU17              | 8 de novembre de 2009  | Mount Lemmon         | Mt. Lemmon Survey      |
| 411047 | 2009 VS20              | 9 de novembre de 2009  | Mount Lemmon         | Mt. Lemmon Survey      |
| 411048 | 2009 VN21              | 9 de novembre de 2009  | Mount Lemmon         | Mt. Lemmon Survey      |
| 411049 | 2009 VA25              | 10 de novembre de 2009 | Dauban               | F. Kugel               |
| 411050 | 2009 VS27              | 30 d'octubre de 2009   | Mount Lemmon         | Mt. Lemmon Survey      |
| 411051 | 2009 VZ27              | 8 de novembre de 2009  | Catalina             | CSS                    |
| 411052 | 2009 VP29              | 9 de novembre de 2009  | Catalina             | CSS                    |
| 411053 | 2009 VD32              | 9 de novembre de 2009  | Mount Lemmon         | Mt. Lemmon Survey      |
| 411054 | 2009 VN38              | 9 de novembre de 2009  | Kitt Peak            | Spacewatch             |
| 411055 | 2009 VC44              | 12 de novembre de 2009 | La Sagra             | OAM                    |
| 411056 | 2009 VY44              | 14 de novembre de 2009 | Mayhill              | A. Lowe                |
| 411057 | 2009 VB46              | 24 d'octubre de 2009   | Kitt Peak            | Spacewatch             |
| 411058 | 2009 VD48              | 9 de novembre de 2009  | Mount Lemmon         | Mt. Lemmon Survey      |
| 411059 | 2009 VY49              | 11 de novembre de 2009 | La Sagra             | OAM                    |
| 411060 | 2009 VZ49              | 11 de novembre de 2009 | La Sagra             | OAM                    |
| 411061 | 2009 VE52              | 10 de novembre de 2009 | Kitt Peak            | Spacewatch             |
| 411062 | 2009 VJ53              | 10 de novembre de 2009 | Mount Lemmon         | Mt. Lemmon Survey      |
| 411063 | 2009 VF58              | 15 de novembre de 2009 | Catalina             | CSS                    |
| 411064 | 2009 VH59              | 8 de novembre de 2009  | Catalina             | CSS                    |
| 411065 | 2009 VT60              | 23 d'octubre de 2009   | Mount Lemmon         | Mt. Lemmon Survey      |
| 411066 | 2009 VU60              | 8 de novembre de 2009  | Kitt Peak            | Spacewatch             |
| 411067 | 2009 VO61              | 8 de novembre de 2009  | Kitt Peak            | Spacewatch             |
| 411068 | 2009 VQ61              | 8 de novembre de 2009  | Kitt Peak            | Spacewatch             |
| 411069 | 2009 VL64              | 23 de setembre de 2009 | Kitt Peak            | Spacewatch             |
| 411070 | 2009 VG65              | 9 de novembre de 2009  | Kitt Peak            | Spacewatch             |
| 411071 | 2009 VK65              | 9 de novembre de 2009  | Kitt Peak            | Spacewatch             |
| 411072 | 2009 VK66              | 9 de novembre de 2009  | Kitt Peak            | Spacewatch             |
| 411073 | 2009 VM66              | 9 de novembre de 2009  | Kitt Peak            | Spacewatch             |
| 411074 | 2009 VM70              | 17 d'octubre de 2009   | Mount Lemmon         | Mt. Lemmon Survey      |
| 411075 | 2009 VH76              | 15 de novembre de 2009 | Catalina             | CSS                    |
| 411076 | 2009 VU76              | 14 d'octubre de 2009   | Catalina             | CSS                    |
| 411077 | 2009 VR81              | 8 de novembre de 2009  | Kitt Peak            | Spacewatch             |
| 411078 | 2009 VG84              | 17 d'octubre de 2009   | Mount Lemmon         | Mt. Lemmon Survey      |
| 411079 | 2009 VK86              | 21 de setembre de 2003 | Kitt Peak            | Spacewatch             |
| 411080 | 2009 VF88              | 26 d'octubre de 2009   | Mount Lemmon         | Mt. Lemmon Survey      |
| 411081 | 2009 VL89              | 11 de novembre de 2009 | Kitt Peak            | Spacewatch             |
| 411082 | 2009 VB90              | 15 d'octubre de 2009   | Kitt Peak            | Spacewatch             |
| 411083 | 2009 VU96              | 26 d'octubre de 2009   | Mount Lemmon         | Mt. Lemmon Survey      |
| 411084 | 2009 VR98              | 25 de març de 2006     | Kitt Peak            | Spacewatch             |
| 411085 | 2009 VQ99              | 9 de novembre de 2009  | Mount Lemmon         | Mt. Lemmon Survey      |
| 411086 | 2009 VE100             | 9 de novembre de 2009  | Mount Lemmon         | Mt. Lemmon Survey      |
| 411087 | 2009 VN104             | 21 de setembre de 2009 | Mount Lemmon         | Mt. Lemmon Survey      |
| 411088 | 2009 VA111             | 10 de novembre de 2009 | Kitt Peak            | Spacewatch             |
| 411089 | 2009 VJ111             | 11 de novembre de 2009 | La Sagra             | OAM                    |
| 411090 | 2009 VC112             | 9 de novembre de 2009  | Catalina             | CSS                    |
| 411091 | 2009 VA116             | 9 de novembre de 2009  | Mount Lemmon         | Mt. Lemmon Survey      |
| 411092 | 2009 WX1               | 15 de setembre de 2009 | Kitt Peak            | Spacewatch             |
| 411093 | 2009 WF2               | 15 de setembre de 2009 | Kitt Peak            | Spacewatch             |
| 411094 | 2009 WE8               | 18 de novembre de 2009 | Saint-Sulpice        | B. Christophe          |
| 411095 | 2009 WA26              | 23 de novembre de 2009 | Mayhill              | A. Lowe                |
| 411096 | 2009 WM28              | 12 d'octubre de 1998   | Kitt Peak            | Spacewatch             |
| 411097 | 2009 WS29              | 26 d'octubre de 2009   | Kitt Peak            | Spacewatch             |
| 411098 | 2009 WJ32              | 16 de novembre de 2009 | Kitt Peak            | Spacewatch             |
| 411099 | 2009 WE33              | 8 de novembre de 2009  | Kitt Peak            | Spacewatch             |
| 411100 | 2009 WK35              | 17 de novembre de 2009 | Kitt Peak            | Spacewatch             |

## 411101-411200
| Nom    | Designació provisional | Data de descobriment   | Lloc de descobriment | Descobridor/s             |
| ------ | ---------------------- | ---------------------- | -------------------- | ------------------------- |
| 411101 | 2009 WU37              | 26 d'octubre de 2009   | Mount Lemmon         | Mt. Lemmon Survey         |
| 411102 | 2009 WB40              | 17 de novembre de 2009 | Kitt Peak            | Spacewatch                |
| 411103 | 2009 WL41              | 17 de novembre de 2009 | Mount Lemmon         | Mt. Lemmon Survey         |
| 411104 | 2009 WR43              | 17 de novembre de 2009 | Kitt Peak            | Spacewatch                |
| 411105 | 2009 WF49              | 19 de novembre de 2009 | Mount Lemmon         | Mt. Lemmon Survey         |
| 411106 | 2009 WG49              | 1 d'octubre de 2009    | Mount Lemmon         | Mt. Lemmon Survey         |
| 411107 | 2009 WA51              | 20 de novembre de 2009 | Mount Lemmon         | Mt. Lemmon Survey         |
| 411108 | 2009 WK71              | 18 de novembre de 2009 | Kitt Peak            | Spacewatch                |
| 411109 | 2009 WS71              | 18 de novembre de 2009 | Kitt Peak            | Spacewatch                |
| 411110 | 2009 WZ72              | 18 de novembre de 2009 | Kitt Peak            | Spacewatch                |
| 411111 | 2009 WV76              | 14 de febrer de 2005   | Kitt Peak            | Spacewatch                |
| 411112 | 2009 WB82              | 25 de desembre de 2005 | Kitt Peak            | Spacewatch                |
| 411113 | 2009 WP83              | 19 de novembre de 2009 | Kitt Peak            | Spacewatch                |
| 411114 | 2009 WR86              | 6 de setembre de 2008  | Mount Lemmon         | Mt. Lemmon Survey         |
| 411115 | 2009 WL98              | 8 de novembre de 2009  | Kitt Peak            | Spacewatch                |
| 411116 | 2009 WC111             | 17 de novembre de 2009 | Mount Lemmon         | Mt. Lemmon Survey         |
| 411117 | 2009 WO122             | 22 d'octubre de 2003   | Socorro              | LINEAR                    |
| 411118 | 2009 WE124             | 22 de setembre de 2009 | Mount Lemmon         | Mt. Lemmon Survey         |
| 411119 | 2009 WJ130             | 9 de novembre de 2009  | Kitt Peak            | Spacewatch                |
| 411120 | 2009 WL134             | 22 de novembre de 2009 | Catalina             | CSS                       |
| 411121 | 2009 WY143             | 19 de novembre de 2009 | Kitt Peak            | Spacewatch                |
| 411122 | 2009 WN155             | 20 de novembre de 2009 | La Sagra             | OAM                       |
| 411123 | 2009 WZ163             | 21 de novembre de 2009 | Kitt Peak            | Spacewatch                |
| 411124 | 2009 WK172             | 22 de novembre de 2009 | Mount Lemmon         | Mt. Lemmon Survey         |
| 411125 | 2009 WQ190             | 22 de setembre de 2003 | Kitt Peak            | Spacewatch                |
| 411126 | 2009 WJ191             | 24 de novembre de 2009 | Mount Lemmon         | Mt. Lemmon Survey         |
| 411127 | 2009 WF193             | 22 de setembre de 2009 | Mount Lemmon         | Mt. Lemmon Survey         |
| 411128 | 2009 WE206             | 16 de març de 2007     | Mount Lemmon         | Mt. Lemmon Survey         |
| 411129 | 2009 WS207             | 17 de novembre de 2009 | Kitt Peak            | Spacewatch                |
| 411130 | 2009 WU209             | 17 de novembre de 2009 | Catalina             | CSS                       |
| 411131 | 2009 WA216             | 21 d'agost de 2003     | Campo Imperatore     | CINEOS                    |
| 411132 | 2009 WD218             | 18 de novembre de 2009 | Mount Lemmon         | Mt. Lemmon Survey         |
| 411133 | 2009 WO218             | 16 de novembre de 2009 | Kitt Peak            | Spacewatch                |
| 411134 | 2009 WT220             | 16 de novembre de 2009 | Mount Lemmon         | Mt. Lemmon Survey         |
| 411135 | 2009 WV220             | 16 de novembre de 2009 | Mount Lemmon         | Mt. Lemmon Survey         |
| 411136 | 2009 WZ229             | 18 de setembre de 2009 | Mount Lemmon         | Mt. Lemmon Survey         |
| 411137 | 2009 WA232             | 17 de novembre de 2009 | Mount Lemmon         | Mt. Lemmon Survey         |
| 411138 | 2009 WG237             | 17 de novembre de 2009 | Kitt Peak            | Spacewatch                |
| 411139 | 2009 WN249             | 17 de novembre de 2009 | Catalina             | CSS                       |
| 411140 | 2009 WU249             | 17 de novembre de 2009 | Kitt Peak            | Spacewatch                |
| 411141 | 2009 WW252             | 27 de novembre de 2009 | Kitt Peak            | Spacewatch                |
| 411142 | 2009 WZ262             | 23 de novembre de 2009 | Mount Lemmon         | Mt. Lemmon Survey         |
| 411143 | 2009 XL                | 6 de desembre de 2009  | Bisei SG Center      | BATTeRS                   |
| 411144 | 2009 XV2               | 12 de desembre de 2009 | Tzec Maun            | Tzec Maun                 |
| 411145 | 2009 XZ10              | 27 d'octubre de 2005   | Kitt Peak            | Spacewatch                |
| 411146 | 2009 XQ23              | 22 de setembre de 2009 | Mount Lemmon         | Mt. Lemmon Survey         |
| 411147 | 2009 YB14              | 21 de novembre de 2009 | Mount Lemmon         | Mt. Lemmon Survey         |
| 411148 | 2009 YN22              | 15 d'octubre de 2009   | Mount Lemmon         | Mt. Lemmon Survey         |
| 411149 | 2009 YD24              | 16 de desembre de 2009 | Mount Lemmon         | Mt. Lemmon Survey         |
| 411150 | 2010 AV4               | 4 de gener de 2010     | Kitt Peak            | Spacewatch                |
| 411151 | 2010 AY10              | 26 de novembre de 2003 | Kitt Peak            | Spacewatch                |
| 411152 | 2010 AS39              | 6 de gener de 2010     | Socorro              | LINEAR                    |
| 411153 | 2010 AV41              | 30 de setembre de 2009 | Mount Lemmon         | Mt. Lemmon Survey         |
| 411154 | 2010 AM84              | 18 de setembre de 2009 | Kitt Peak            | Spacewatch                |
| 411155 | 2010 AP110             | 13 de gener de 2010    | WISE                 | WISE                      |
| 411156 | 2010 AZ111             | 29 de setembre de 2009 | Mount Lemmon         | Mt. Lemmon Survey         |
| 411157 | 2010 AY134             | 15 de gener de 2010    | WISE                 | WISE                      |
| 411158 | 2010 AL136             | 21 de setembre de 2009 | Mount Lemmon         | Mt. Lemmon Survey         |
| 411159 | 2010 BN5               | 24 de gener de 2010    | Moletai              | K. Cernis, J. Zdanavicius |
| 411160 | 2010 BP31              | 18 de gener de 2010    | WISE                 | WISE                      |
| 411161 | 2010 BM88              | 2 de març de 2006      | Kitt Peak            | Spacewatch                |
| 411162 | 2010 BW95              | 27 de gener de 2010    | WISE                 | WISE                      |
| 411163 | 2010 BG104             | 20 d'abril de 2007     | Kitt Peak            | Spacewatch                |
| 411164 | 2010 CK145             | 8 d'octubre de 2008    | Mount Lemmon         | Mt. Lemmon Survey         |
| 411165 | 2010 DF1               | 17 de febrer de 2010   | Kitt Peak            | Spacewatch                |
| 411166 | 2010 DU18              | 16 de febrer de 2010   | WISE                 | WISE                      |
| 411167 | 2010 DV19              | 3 de maig de 2006      | Kitt Peak            | Spacewatch                |
| 411168 | 2010 DD29              | 29 de setembre de 1997 | Kitt Peak            | Spacewatch                |
| 411169 | 2010 EC34              | 14 de febrer de 2010   | Mount Lemmon         | Mt. Lemmon Survey         |
| 411170 | 2010 EW80              | 15 d'abril de 2007     | Catalina             | CSS                       |
| 411171 | 2010 EO82              | 12 de març de 2010     | Kitt Peak            | Spacewatch                |
| 411172 | 2010 EK83              | 12 de març de 2010     | Kitt Peak            | Spacewatch                |
| 411173 | 2010 EY103             | 15 de març de 2010     | Mount Lemmon         | Mt. Lemmon Survey         |
| 411174 | 2010 FZ15              | 18 de març de 2010     | Kitt Peak            | Spacewatch                |
| 411175 | 2010 FJ34              | 8 de març de 2005      | Catalina             | CSS                       |
| 411176 | 2010 FU54              | 21 de març de 2010     | Kitt Peak            | Spacewatch                |
| 411177 | 2010 FO79              | 15 de març de 2010     | Kitt Peak            | Spacewatch                |
| 411178 | 2010 FN87              | 19 de març de 2010     | Kitt Peak            | Spacewatch                |
| 411179 | 2010 GS32              | 8 d'abril de 2010      | Mount Lemmon         | Mt. Lemmon Survey         |
| 411180 | 2010 GM98              | 10 d'abril de 2010     | Mount Lemmon         | Mt. Lemmon Survey         |
| 411181 | 2010 GH118             | 27 de gener de 2006    | Kitt Peak            | Spacewatch                |
| 411182 | 2010 GQ137             | 18 d'abril de 2007     | Mount Lemmon         | Mt. Lemmon Survey         |
| 411183 | 2010 GD144             | 11 d'abril de 2010     | Kitt Peak            | Spacewatch                |
| 411184 | 2010 HU10              | 17 d'abril de 2010     | WISE                 | WISE                      |
| 411185 | 2010 HE48              | 24 d'abril de 2010     | WISE                 | WISE                      |
| 411186 | 2010 JP1               | 4 de maig de 2010      | Kitt Peak            | Spacewatch                |
| 411187 | 2010 JO40              | 30 de gener de 2006    | Kitt Peak            | Spacewatch                |
| 411188 | 2010 JC43              | 8 d'abril de 2010      | Kitt Peak            | Spacewatch                |
| 411189 | 2010 JV45              | 7 de maig de 2010      | Kitt Peak            | Spacewatch                |
| 411190 | 2010 JF66              | 9 de maig de 2010      | WISE                 | WISE                      |
| 411191 | 2010 JZ84              | 6 de maig de 2010      | Mount Lemmon         | Mt. Lemmon Survey         |
| 411192 | 2010 JE116             | 7 de maig de 2010      | Mount Lemmon         | Mt. Lemmon Survey         |
| 411193 | 2010 JE148             | 27 de gener de 2010    | WISE                 | WISE                      |
| 411194 | 2010 JT171             | 5 de maig de 2010      | La Sagra             | OAM                       |
| 411195 | 2010 KW3               | 16 de maig de 2010     | WISE                 | WISE                      |
| 411196 | 2010 KU47              | 21 de maig de 2010     | WISE                 | WISE                      |
| 411197 | 2010 KJ110             | 29 de maig de 2010     | WISE                 | WISE                      |
| 411198 | 2010 KD116             | 30 de maig de 2010     | WISE                 | WISE                      |
| 411199 | 2010 KW117             | 19 de maig de 2010     | Catalina             | CSS                       |
| 411200 | 2010 KB118             | 17 de maig de 2010     | Nogales              | Tenagra II                |

## 411201-411300
| Nom    | Designació provisional | Data de descobriment   | Lloc de descobriment | Descobridor/s         |
| ------ | ---------------------- | ---------------------- | -------------------- | --------------------- |
| 411201 | 2010 LJ14              | 5 de juny de 2010      | Kitt Peak            | Spacewatch            |
| 411202 | 2010 LU17              | 3 de juny de 2010      | WISE                 | WISE                  |
| 411203 | 2010 LL35              | 5 de juny de 2010      | Kitt Peak            | Spacewatch            |
| 411204 | 2010 LZ51              | 8 de juny de 2010      | WISE                 | WISE                  |
| 411205 | 2010 LV79              | 11 de juny de 2010     | WISE                 | WISE                  |
| 411206 | 2010 LL110             | 7 de maig de 2010      | Mount Lemmon         | Mt. Lemmon Survey     |
| 411207 | 2010 LN110             | 11 de juny de 2010     | Mount Lemmon         | Mt. Lemmon Survey     |
| 411208 | 2010 MM97              | 30 d'agost de 2006     | Anderson Mesa        | LONEOS                |
| 411209 | 2010 MO97              | 4 d'octubre de 2006    | Mount Lemmon         | Mt. Lemmon Survey     |
| 411210 | 2010 NZ6               | 7 de juliol de 2010    | Kitt Peak            | Spacewatch            |
| 411211 | 2010 NU14              | 1 de juliol de 2010    | WISE                 | WISE                  |
| 411212 | 2010 NV22              | 6 de juliol de 2010    | WISE                 | WISE                  |
| 411213 | 2010 NU25              | 1 d'agost de 1997      | Caussols             | ODAS                  |
| 411214 | 2010 NC63              | 11 de juliol de 2010   | WISE                 | WISE                  |
| 411215 | 2010 NP68              | 14 de juliol de 2010   | WISE                 | WISE                  |
| 411216 | 2010 NM69              | 10 de novembre de 2006 | Kitt Peak            | Spacewatch            |
| 411217 | 2010 ND87              | 18 de novembre de 2006 | Catalina             | CSS                   |
| 411218 | 2010 NS103             | 12 de juliol de 2010   | WISE                 | WISE                  |
| 411219 | 2010 OE14              | 17 de juliol de 2010   | WISE                 | WISE                  |
| 411220 | 2010 OO19              | 21 d'octubre de 2006   | Kitt Peak            | Spacewatch            |
| 411221 | 2010 OV28              | 19 de juliol de 2010   | WISE                 | WISE                  |
| 411222 | 2010 OV37              | 20 d'octubre de 2006   | Mount Lemmon         | Mt. Lemmon Survey     |
| 411223 | 2010 OO49              | 17 de novembre de 2006 | Mount Lemmon         | Mt. Lemmon Survey     |
| 411224 | 2010 OL74              | 30 d'octubre de 2006   | Catalina             | CSS                   |
| 411225 | 2010 OZ86              | 28 de gener de 2010    | WISE                 | WISE                  |
| 411226 | 2010 OO106             | 20 de novembre de 2006 | Catalina             | CSS                   |
| 411227 | 2010 OV108             | 29 de juliol de 2010   | WISE                 | WISE                  |
| 411228 | 2010 PW1               | 18 d'octubre de 2003   | Kitt Peak            | Spacewatch            |
| 411229 | 2010 PD49              | 28 de març de 2008     | Mount Lemmon         | Mt. Lemmon Survey     |
| 411230 | 2010 PB52              | 18 de juny de 2010     | Mount Lemmon         | Mt. Lemmon Survey     |
| 411231 | 2010 PG57              | 3 d'agost de 2010      | La Sagra             | OAM                   |
| 411232 | 2010 PX61              | 10 d'agost de 2010     | Kitt Peak            | Spacewatch            |
| 411233 | 2010 PH62              | 10 d'agost de 2010     | Kitt Peak            | Spacewatch            |
| 411234 | 2010 PH65              | 10 d'agost de 2010     | Kitt Peak            | Spacewatch            |
| 411235 | 2010 PX73              | 10 d'agost de 2010     | Kitt Peak            | Spacewatch            |
| 411236 | 2010 PP75              | 13 d'agost de 2010     | Kitt Peak            | Spacewatch            |
| 411237 | 2010 PE80              | 12 d'agost de 2010     | Kitt Peak            | Spacewatch            |
| 411238 | 2010 QK2               | 3 de març de 2009      | Mount Lemmon         | Mt. Lemmon Survey     |
| 411239 | 2010 QK6               | 20 d'agost de 2010     | La Sagra             | OAM                   |
| 411240 | 2010 RG9               | 20 de juny de 2010     | Mount Lemmon         | Mt. Lemmon Survey     |
| 411241 | 2010 RF23              | 3 de setembre de 2010  | Mount Lemmon         | Mt. Lemmon Survey     |
| 411242 | 2010 RF39              | 21 de desembre de 2007 | Mount Lemmon         | Mt. Lemmon Survey     |
| 411243 | 2010 RY40              | 3 de setembre de 2010  | Piszkéstet&          | K. Sárneczky, Z. Kuli |
| 411244 | 2010 RB62              | 6 de setembre de 2010  | Kitt Peak            | Spacewatch            |
| 411245 | 2010 RZ68              | 21 de juliol de 2006   | Catalina             | CSS                   |
| 411246 | 2010 RM73              | 14 de novembre de 1995 | Kitt Peak            | Spacewatch            |
| 411247 | 2010 RP75              | 18 d'octubre de 2006   | Kitt Peak            | Spacewatch            |
| 411248 | 2010 RL80              | 17 de desembre de 2003 | Kitt Peak            | Spacewatch            |
| 411249 | 2010 RY82              | 30 d'abril de 2005     | Kitt Peak            | Spacewatch            |
| 411250 | 2010 RB86              | 2 de setembre de 2010  | Mount Lemmon         | Mt. Lemmon Survey     |
| 411251 | 2010 RO90              | 28 de març de 2009     | Kitt Peak            | Spacewatch            |
| 411252 | 2010 RX92              | 13 d'agost de 2010     | Kitt Peak            | Spacewatch            |
| 411253 | 2010 RU104             | 18 d'abril de 2009     | Mount Lemmon         | Mt. Lemmon Survey     |
| 411254 | 2010 RF109             | 9 de març de 2005      | Mount Lemmon         | Mt. Lemmon Survey     |
| 411255 | 2010 RW110             | 19 de setembre de 2006 | Kitt Peak            | Spacewatch            |
| 411256 | 2010 RU118             | 1 de març de 2008      | Mount Lemmon         | Mt. Lemmon Survey     |
| 411257 | 2010 RA120             | 5 de juliol de 2005    | Kitt Peak            | Spacewatch            |
| 411258 | 2010 RS120             | 11 de setembre de 2010 | Catalina             | CSS                   |
| 411259 | 2010 RQ122             | 3 de maig de 2005      | Kitt Peak            | Spacewatch            |
| 411260 | 2010 RQ123             | 10 de setembre de 2010 | Kitt Peak            | Spacewatch            |
| 411261 | 2010 RJ124             | 11 de setembre de 2010 | Kitt Peak            | Spacewatch            |
| 411262 | 2010 RD125             | 18 d'agost de 2006     | Kitt Peak            | Spacewatch            |
| 411263 | 2010 RV126             | 12 de setembre de 2010 | Kitt Peak            | Spacewatch            |
| 411264 | 2010 RZ127             | 14 de setembre de 2010 | Kitt Peak            | Spacewatch            |
| 411265 | 2010 RP139             | 13 d'agost de 2010     | Kitt Peak            | Spacewatch            |
| 411266 | 2010 RW139             | 30 de maig de 2006     | Mount Lemmon         | Mt. Lemmon Survey     |
| 411267 | 2010 RS144             | 20 d'octubre de 2006   | Kitt Peak            | Spacewatch            |
| 411268 | 2010 RW148             | 25 de setembre de 2006 | Kitt Peak            | Spacewatch            |
| 411269 | 2010 RJ153             | 3 d'octubre de 2006    | Mount Lemmon         | Mt. Lemmon Survey     |
| 411270 | 2010 RR155             | 9 de maig de 2005      | Kitt Peak            | Spacewatch            |
| 411271 | 2010 RF158             | 28 de setembre de 2006 | Catalina             | CSS                   |
| 411272 | 2010 RM160             | 16 de setembre de 2006 | Catalina             | CSS                   |
| 411273 | 2010 RB175             | 9 de setembre de 2010  | Kitt Peak            | Spacewatch            |
| 411274 | 2010 RW176             | 26 de setembre de 2006 | Kitt Peak            | Spacewatch            |
| 411275 | 2010 SK2               | 5 d'abril de 2000      | Anderson Mesa        | LONEOS                |
| 411276 | 2010 ST2               | 16 de setembre de 2010 | Mount Lemmon         | Mt. Lemmon Survey     |
| 411277 | 2010 SN6               | 16 de setembre de 2010 | Mount Lemmon         | Mt. Lemmon Survey     |
| 411278 | 2010 SL10              | 6 d'agost de 2010      | Kitt Peak            | Spacewatch            |
| 411279 | 2010 SK11              | 18 de setembre de 2010 | Mount Lemmon         | Mt. Lemmon Survey     |
| 411280 | 2010 SL13              | 19 de setembre de 2010 | Kitt Peak            | Spacewatch            |
| 411281 | 2010 SY29              | 13 de març de 2005     | Kitt Peak            | Spacewatch            |
| 411282 | 2010 SP30              | 2 de novembre de 2006  | Mount Lemmon         | Mt. Lemmon Survey     |
| 411283 | 2010 SZ32              | 28 de setembre de 2006 | Mount Lemmon         | Mt. Lemmon Survey     |
| 411284 | 2010 SG36              | 15 d'abril de 2008     | Mount Lemmon         | Mt. Lemmon Survey     |
| 411285 | 2010 TM1               | 2 de febrer de 2008    | Mount Lemmon         | Mt. Lemmon Survey     |
| 411286 | 2010 TF6               | 17 de maig de 2009     | Mount Lemmon         | Mt. Lemmon Survey     |
| 411287 | 2010 TE12              | 16 de setembre de 2010 | Catalina             | CSS                   |
| 411288 | 2010 TH13              | 10 de febrer de 2008   | Kitt Peak            | Spacewatch            |
| 411289 | 2010 TR14              | 12 de juliol de 2010   | WISE                 | WISE                  |
| 411290 | 2010 TJ15              | 4 de març de 2008      | Kitt Peak            | Spacewatch            |
| 411291 | 2010 TP17              | 3 d'octubre de 2010    | Kitt Peak            | Spacewatch            |
| 411292 | 2010 TS37              | 10 de setembre de 2010 | Mount Lemmon         | Mt. Lemmon Survey     |
| 411293 | 2010 TU55              | 2 de setembre de 2010  | Mount Lemmon         | Mt. Lemmon Survey     |
| 411294 | 2010 TT69              | 3 d'octubre de 2006    | Mount Lemmon         | Mt. Lemmon Survey     |
| 411295 | 2010 TF76              | 1 de novembre de 2006  | Kitt Peak            | Spacewatch            |
| 411296 | 2010 TH79              | 30 de setembre de 2006 | Mount Lemmon         | Mt. Lemmon Survey     |
| 411297 | 2010 TH80              | 4 d'octubre de 2006    | Mount Lemmon         | Mt. Lemmon Survey     |
| 411298 | 2010 TV83              | 19 de setembre de 2006 | Kitt Peak            | Spacewatch            |
| 411299 | 2010 TD88              | 17 de setembre de 2006 | Kitt Peak            | Spacewatch            |
| 411300 | 2010 TT92              | 19 d'abril de 2009     | Mount Lemmon         | Mt. Lemmon Survey     |

## 411301-411400
| Nom    | Designació provisional | Data de descobriment   | Lloc de descobriment | Descobridor/s     |
| ------ | ---------------------- | ---------------------- | -------------------- | ----------------- |
| 411301 | 2010 TP97              | 19 de setembre de 2010 | Kitt Peak            | Spacewatch        |
| 411302 | 2010 TR97              | 23 d'octubre de 2006   | Kitt Peak            | Spacewatch        |
| 411303 | 2010 TQ113             | 30 de setembre de 2006 | Mount Lemmon         | Mt. Lemmon Survey |
| 411304 | 2010 TL114             | 13 d'abril de 2004     | Kitt Peak            | Spacewatch        |
| 411305 | 2010 TS116             | 9 d'octubre de 2010    | Mount Lemmon         | Mt. Lemmon Survey |
| 411306 | 2010 TG118             | 18 de novembre de 2006 | Kitt Peak            | Spacewatch        |
| 411307 | 2010 TL131             | 3 d'octubre de 2006    | Mount Lemmon         | Mt. Lemmon Survey |
| 411308 | 2010 TY139             | 17 de setembre de 2010 | Mount Lemmon         | Mt. Lemmon Survey |
| 411309 | 2010 TV143             | 11 d'octubre de 2010   | Mount Lemmon         | Mt. Lemmon Survey |
| 411310 | 2010 TF144             | 4 d'octubre de 2006    | Mount Lemmon         | Mt. Lemmon Survey |
| 411311 | 2010 TJ146             | 17 de novembre de 2006 | Kitt Peak            | Spacewatch        |
| 411312 | 2010 TX146             | 19 de novembre de 2001 | Socorro              | LINEAR            |
| 411313 | 2010 TY147             | 18 de maig de 2009     | Mount Lemmon         | Mt. Lemmon Survey |
| 411314 | 2010 TJ149             | 4 de desembre de 2007  | Kitt Peak            | Spacewatch        |
| 411315 | 2010 TJ162             | 9 d'abril de 2003      | Kitt Peak            | Spacewatch        |
| 411316 | 2010 TA168             | 17 de setembre de 2010 | Mount Lemmon         | Mt. Lemmon Survey |
| 411317 | 2010 TN178             | 12 de febrer de 2004   | Kitt Peak            | Spacewatch        |
| 411318 | 2010 UU                | 18 de setembre de 2010 | Mount Lemmon         | Mt. Lemmon Survey |
| 411319 | 2010 UD4               | 4 d'octubre de 2006    | Mount Lemmon         | Mt. Lemmon Survey |
| 411320 | 2010 UC6               | 27 d'abril de 2009     | Kitt Peak            | Spacewatch        |
| 411321 | 2010 UZ11              | 6 de març de 2008      | Mount Lemmon         | Mt. Lemmon Survey |
| 411322 | 2010 UG12              | 17 de setembre de 2010 | Mount Lemmon         | Mt. Lemmon Survey |
| 411323 | 2010 UY15              | 17 d'octubre de 2010   | Mount Lemmon         | Mt. Lemmon Survey |
| 411324 | 2010 UO16              | 8 d'octubre de 2010    | Catalina             | CSS               |
| 411325 | 2010 UT21              | 26 de desembre de 2006 | Kitt Peak            | Spacewatch        |
| 411326 | 2010 UU21              | 27 de setembre de 2006 | Mount Lemmon         | Mt. Lemmon Survey |
| 411327 | 2010 UZ27              | 20 de novembre de 2006 | Kitt Peak            | Spacewatch        |
| 411328 | 2010 UW28              | 27 de desembre de 2006 | Kitt Peak            | Spacewatch        |
| 411329 | 2010 UM30              | 30 de setembre de 2006 | Mount Lemmon         | Mt. Lemmon Survey |
| 411330 | 2010 UN34              | 17 de novembre de 2006 | Kitt Peak            | Spacewatch        |
| 411331 | 2010 UM36              | 21 d'octubre de 2006   | Mount Lemmon         | Mt. Lemmon Survey |
| 411332 | 2010 UA37              | 29 d'octubre de 2010   | Mount Lemmon         | Mt. Lemmon Survey |
| 411333 | 2010 UD37              | 10 de setembre de 2005 | Anderson Mesa        | LONEOS            |
| 411334 | 2010 UN49              | 24 d'agost de 2001     | Kitt Peak            | Spacewatch        |
| 411335 | 2010 UL52              | 28 d'octubre de 2010   | Mount Lemmon         | Mt. Lemmon Survey |
| 411336 | 2010 UN53              | 4 d'octubre de 2006    | Mount Lemmon         | Mt. Lemmon Survey |
| 411337 | 2010 UP53              | 29 d'octubre de 2010   | Kitt Peak            | Spacewatch        |
| 411338 | 2010 UA56              | 26 de desembre de 2006 | Catalina             | CSS               |
| 411339 | 2010 UY56              | 14 de juliol de 2010   | WISE                 | WISE              |
| 411340 | 2010 UU58              | 29 d'octubre de 2010   | Kitt Peak            | Spacewatch        |
| 411341 | 2010 UB60              | 29 d'octubre de 2010   | Kitt Peak            | Spacewatch        |
| 411342 | 2010 UJ64              | 24 d'agost de 2001     | Kitt Peak            | Spacewatch        |
| 411343 | 2010 US64              | 5 de març de 2008      | Kitt Peak            | Spacewatch        |
| 411344 | 2010 UE65              | 15 de novembre de 2006 | Kitt Peak            | Spacewatch        |
| 411345 | 2010 UR66              | 1 d'octubre de 2005    | Kitt Peak            | Spacewatch        |
| 411346 | 2010 UY70              | 29 d'octubre de 2010   | Catalina             | CSS               |
| 411347 | 2010 UR73              | 16 de setembre de 2010 | Catalina             | CSS               |
| 411348 | 2010 UA75              | 31 de desembre de 2002 | Socorro              | LINEAR            |
| 411349 | 2010 UP75              | 7 d'octubre de 2005    | Kitt Peak            | Spacewatch        |
| 411350 | 2010 UG76              | 19 d'agost de 2006     | Kitt Peak            | Spacewatch        |
| 411351 | 2010 UO76              | 30 d'octubre de 2010   | Catalina             | CSS               |
| 411352 | 2010 UE77              | 30 d'octubre de 2010   | Kitt Peak            | Spacewatch        |
| 411353 | 2010 UQ78              | 18 de novembre de 2006 | Kitt Peak            | Spacewatch        |
| 411354 | 2010 UR81              | 13 de febrer de 2008   | Mount Lemmon         | Mt. Lemmon Survey |
| 411355 | 2010 UV82              | 29 d'octubre de 2010   | Kitt Peak            | Spacewatch        |
| 411356 | 2010 US83              | 9 d'octubre de 2010    | Catalina             | CSS               |
| 411357 | 2010 UV83              | 30 d'abril de 2009     | Mount Lemmon         | Mt. Lemmon Survey |
| 411358 | 2010 UQ84              | 14 d'abril de 2004     | Kitt Peak            | Spacewatch        |
| 411359 | 2010 UK87              | 18 d'octubre de 2006   | Kitt Peak            | Spacewatch        |
| 411360 | 2010 UC88              | 12 d'agost de 2010     | Kitt Peak            | Spacewatch        |
| 411361 | 2010 UR89              | 27 de setembre de 2006 | Mount Lemmon         | Mt. Lemmon Survey |
| 411362 | 2010 US93              | 13 d'octubre de 2010   | Mount Lemmon         | Mt. Lemmon Survey |
| 411363 | 2010 UO94              | 10 de gener de 2003    | Socorro              | LINEAR            |
| 411364 | 2010 UO97              | 14 de desembre de 2001 | Socorro              | LINEAR            |
| 411365 | 2010 UY101             | 31 d'octubre de 2010   | Mount Lemmon         | Mt. Lemmon Survey |
| 411366 | 2010 UF102             | 11 de setembre de 2010 | Mount Lemmon         | Mt. Lemmon Survey |
| 411367 | 2010 UP107             | 13 de febrer de 2008   | Kitt Peak            | Spacewatch        |
| 411368 | 2010 VM14              | 1 de novembre de 2010  | Catalina             | CSS               |
| 411369 | 2010 VT19              | 16 de setembre de 2010 | Mount Lemmon         | Mt. Lemmon Survey |
| 411370 | 2010 VR27              | 29 de maig de 2009     | Mount Lemmon         | Mt. Lemmon Survey |
| 411371 | 2010 VL30              | 1 de novembre de 1999  | Kitt Peak            | Spacewatch        |
| 411372 | 2010 VM32              | 11 de maig de 2008     | Kitt Peak            | Spacewatch        |
| 411373 | 2010 VS47              | 2 de novembre de 2010  | Kitt Peak            | Spacewatch        |
| 411374 | 2010 VD50              | 1 de setembre de 2005  | Kitt Peak            | Spacewatch        |
| 411375 | 2010 VF51              | 12 de novembre de 2001 | Socorro              | LINEAR            |
| 411376 | 2010 VH53              | 3 de novembre de 2010  | Mount Lemmon         | Mt. Lemmon Survey |
| 411377 | 2010 VP57              | 9 de desembre de 2006  | Kitt Peak            | Spacewatch        |
| 411378 | 2010 VN62              | 12 de desembre de 2006 | Mount Lemmon         | Mt. Lemmon Survey |
| 411379 | 2010 VS62              | 24 de desembre de 2006 | Kitt Peak            | Spacewatch        |
| 411380 | 2010 VH63              | 20 de setembre de 2001 | Kitt Peak            | Spacewatch        |
| 411381 | 2010 VK65              | 24 d'abril de 2003     | Kitt Peak            | Spacewatch        |
| 411382 | 2010 VE68              | 11 de novembre de 2006 | Mount Lemmon         | Mt. Lemmon Survey |
| 411383 | 2010 VF70              | 22 de novembre de 2006 | Kitt Peak            | Spacewatch        |
| 411384 | 2010 VQ70              | 5 de novembre de 2010  | Catalina             | CSS               |
| 411385 | 2010 VW73              | 24 de gener de 2007    | Kitt Peak            | Spacewatch        |
| 411386 | 2010 VU78              | 17 de novembre de 2006 | Mount Lemmon         | Mt. Lemmon Survey |
| 411387 | 2010 VD82              | 5 d'octubre de 2005    | Mount Lemmon         | Mt. Lemmon Survey |
| 411388 | 2010 VN86              | 24 de novembre de 2006 | Mount Lemmon         | Mt. Lemmon Survey |
| 411389 | 2010 VH87              | 13 d'octubre de 2010   | Mount Lemmon         | Mt. Lemmon Survey |
| 411390 | 2010 VQ87              | 10 de gener de 2003    | Socorro              | LINEAR            |
| 411391 | 2010 VW87              | 26 de setembre de 2005 | Kitt Peak            | Spacewatch        |
| 411392 | 2010 VO93              | 7 de novembre de 2010  | Mount Lemmon         | Mt. Lemmon Survey |
| 411393 | 2010 VA97              | 2 de novembre de 2010  | Mount Lemmon         | Mt. Lemmon Survey |
| 411394 | 2010 VO102             | 27 de gener de 2007    | Kitt Peak            | Spacewatch        |
| 411395 | 2010 VM103             | 17 de novembre de 2001 | Kitt Peak            | Spacewatch        |
| 411396 | 2010 VM104             | 28 d'octubre de 2010   | Mount Lemmon         | Mt. Lemmon Survey |
| 411397 | 2010 VE106             | 3 d'abril de 2008      | Mount Lemmon         | Mt. Lemmon Survey |
| 411398 | 2010 VF106             | 28 d'octubre de 2010   | Mount Lemmon         | Mt. Lemmon Survey |
| 411399 | 2010 VS106             | 15 d'octubre de 2001   | Socorro              | LINEAR            |
| 411400 | 2010 VC112             | 5 de setembre de 2010  | Mount Lemmon         | Mt. Lemmon Survey |

## 411401-411500
| Nom    | Designació provisional | Data de descobriment   | Lloc de descobriment | Descobridor/s     |
| ------ | ---------------------- | ---------------------- | -------------------- | ----------------- |
| 411401 | 2010 VX113             | 26 de desembre de 2006 | Kitt Peak            | Spacewatch        |
| 411402 | 2010 VY115             | 30 d'octubre de 2010   | Kitt Peak            | Spacewatch        |
| 411403 | 2010 VK116             | 30 d'octubre de 2010   | Kitt Peak            | Spacewatch        |
| 411404 | 2010 VF120             | 10 de gener de 2007    | Mount Lemmon         | Mt. Lemmon Survey |
| 411405 | 2010 VC123             | 29 d'octubre de 2010   | Mount Lemmon         | Mt. Lemmon Survey |
| 411406 | 2010 VW129             | 17 d'octubre de 2010   | Mount Lemmon         | Mt. Lemmon Survey |
| 411407 | 2010 VD137             | 19 d'octubre de 2010   | Mount Lemmon         | Mt. Lemmon Survey |
| 411408 | 2010 VK141             | 10 de juliol de 2005   | Kitt Peak            | Spacewatch        |
| 411409 | 2010 VF153             | 1 de desembre de 2006  | Kitt Peak            | Spacewatch        |
| 411410 | 2010 VK159             | 8 de novembre de 2010  | Mount Lemmon         | Mt. Lemmon Survey |
| 411411 | 2010 VP165             | 31 de març de 2008     | Kitt Peak            | Spacewatch        |
| 411412 | 2010 VN168             | 24 d'agost de 2001     | Kitt Peak            | Spacewatch        |
| 411413 | 2010 VS170             | 1 de novembre de 2010  | Kitt Peak            | Spacewatch        |
| 411414 | 2010 VR171             | 1 de novembre de 2010  | Kitt Peak            | Spacewatch        |
| 411415 | 2010 VS174             | 11 de setembre de 2010 | Mount Lemmon         | Mt. Lemmon Survey |
| 411416 | 2010 VS176             | 11 de juliol de 2005   | Mount Lemmon         | Mt. Lemmon Survey |
| 411417 | 2010 VC192             | 30 d'octubre de 2010   | Kitt Peak            | Spacewatch        |
| 411418 | 2010 VA198             | 2 de novembre de 2010  | Mount Lemmon         | Mt. Lemmon Survey |
| 411419 | 2010 VD200             | 30 de juny de 2005     | Kitt Peak            | Spacewatch        |
| 411420 | 2010 VW200             | 30 de setembre de 1997 | Kitt Peak            | Spacewatch        |
| 411421 | 2010 VC201             | 12 de novembre de 2010 | Mount Lemmon         | Mt. Lemmon Survey |
| 411422 | 2010 VA204             | 14 de novembre de 2006 | Catalina             | CSS               |
| 411423 | 2010 VR205             | 8 de març de 2008      | Kitt Peak            | Spacewatch        |
| 411424 | 2010 VB207             | 20 de novembre de 2006 | Kitt Peak            | Spacewatch        |
| 411425 | 2010 VT208             | 17 d'octubre de 2010   | Mount Lemmon         | Mt. Lemmon Survey |
| 411426 | 2010 VK209             | 4 d'octubre de 2006    | Mount Lemmon         | Mt. Lemmon Survey |
| 411427 | 2010 VR212             | 3 d'abril de 2008      | Mount Lemmon         | Mt. Lemmon Survey |
| 411428 | 2010 VU212             | 17 de novembre de 2006 | Kitt Peak            | Spacewatch        |
| 411429 | 2010 WO2               | 29 de març de 2008     | Kitt Peak            | Spacewatch        |
| 411430 | 2010 WE4               | 28 d'abril de 2004     | Kitt Peak            | Spacewatch        |
| 411431 | 2010 WE6               | 28 de setembre de 2006 | Mount Lemmon         | Mt. Lemmon Survey |
| 411432 | 2010 WG8               | 10 d'octubre de 2005   | Catalina             | CSS               |
| 411433 | 2010 WO13              | 28 de gener de 2007    | Mount Lemmon         | Mt. Lemmon Survey |
| 411434 | 2010 WQ16              | 27 de desembre de 2006 | Mount Lemmon         | Mt. Lemmon Survey |
| 411435 | 2010 WT16              | 23 de novembre de 2006 | Mount Lemmon         | Mt. Lemmon Survey |
| 411436 | 2010 WY18              | 13 de novembre de 2010 | Kitt Peak            | Spacewatch        |
| 411437 | 2010 WK31              | 10 de novembre de 2010 | Mount Lemmon         | Mt. Lemmon Survey |
| 411438 | 2010 WG35              | 26 de desembre de 2006 | Kitt Peak            | Spacewatch        |
| 411439 | 2010 WW35              | 27 de desembre de 2006 | Mount Lemmon         | Mt. Lemmon Survey |
| 411440 | 2010 WR41              | 19 de setembre de 2001 | Socorro              | LINEAR            |
| 411441 | 2010 WB42              | 1 d'octubre de 2005    | Kitt Peak            | Spacewatch        |
| 411442 | 2010 WK45              | 9 d'octubre de 2005    | Kitt Peak            | Spacewatch        |
| 411443 | 2010 WX49              | 31 d'octubre de 2010   | Kitt Peak            | Spacewatch        |
| 411444 | 2010 WF50              | 1 de novembre de 2010  | Kitt Peak            | Spacewatch        |
| 411445 | 2010 WU54              | 6 d'octubre de 2005    | Kitt Peak            | Spacewatch        |
| 411446 | 2010 WM55              | 29 de novembre de 2005 | Mount Lemmon         | Mt. Lemmon Survey |
| 411447 | 2010 WF60              | 12 de novembre de 2010 | Kitt Peak            | Spacewatch        |
| 411448 | 2010 WY63              | 24 d'octubre de 2005   | Kitt Peak            | Spacewatch        |
| 411449 | 2010 WU65              | 28 de novembre de 2010 | Mount Lemmon         | Mt. Lemmon Survey |
| 411450 | 2010 WF66              | 27 de desembre de 2006 | Catalina             | CSS               |
| 411451 | 2010 WN71              | 23 d'octubre de 2006   | Mount Lemmon         | Mt. Lemmon Survey |
| 411452 | 2010 WO71              | 26 de setembre de 2005 | Catalina             | CSS               |
| 411453 | 2010 WZ72              | 29 d'octubre de 2010   | Kitt Peak            | Spacewatch        |
| 411454 | 2010 WK73              | 30 de novembre de 2010 | Mount Lemmon         | Mt. Lemmon Survey |
| 411455 | 2010 WN74              | 4 de maig de 2009      | Kitt Peak            | Spacewatch        |
| 411456 | 2010 WO74              | 17 de juny de 2010     | Mount Lemmon         | Mt. Lemmon Survey |
| 411457 | 2010 XN3               | 17 de novembre de 2006 | Kitt Peak            | Spacewatch        |
| 411458 | 2010 XV9               | 20 de novembre de 2006 | Kitt Peak            | Spacewatch        |
| 411459 | 2010 XO11              | 19 de gener de 2008    | Mount Lemmon         | Mt. Lemmon Survey |
| 411460 | 2010 XC14              | 18 de setembre de 2010 | Kitt Peak            | Spacewatch        |
| 411461 | 2010 XQ19              | 11 d'abril de 2008     | Mount Lemmon         | Mt. Lemmon Survey |
| 411462 | 2010 XO22              | 29 d'octubre de 2010   | Kitt Peak            | Spacewatch        |
| 411463 | 2010 XU28              | 12 d'octubre de 2005   | Kitt Peak            | Spacewatch        |
| 411464 | 2010 XE30              | 28 d'octubre de 2010   | Mount Lemmon         | Mt. Lemmon Survey |
| 411465 | 2010 XU38              | 18 de novembre de 2006 | Kitt Peak            | Spacewatch        |
| 411466 | 2010 XW38              | 15 de desembre de 2001 | Socorro              | LINEAR            |
| 411467 | 2010 XX38              | 24 de desembre de 2006 | Kitt Peak            | Spacewatch        |
| 411468 | 2010 XL41              | 16 de desembre de 2006 | Kitt Peak            | Spacewatch        |
| 411469 | 2010 XQ57              | 10 de juliol de 2005   | Kitt Peak            | Spacewatch        |
| 411470 | 2010 XU72              | 10 de desembre de 2006 | Kitt Peak            | Spacewatch        |
| 411471 | 2010 XM77              | 6 d'octubre de 2005    | Mount Lemmon         | Mt. Lemmon Survey |
| 411472 | 2010 YV1               | 27 de febrer de 2006   | Catalina             | CSS               |
| 411473 | 2010 YL2               | 26 d'octubre de 2009   | Mount Lemmon         | Mt. Lemmon Survey |
| 411474 | 2010 YK4               | 17 de setembre de 2009 | Mount Lemmon         | Mt. Lemmon Survey |
| 411475 | 2011 AC                | 13 de desembre de 1999 | Socorro              | LINEAR            |
| 411476 | 2011 AS22              | 24 de setembre de 2009 | Catalina             | CSS               |
| 411477 | 2011 AF26              | 25 de novembre de 2005 | Catalina             | CSS               |
| 411478 | 2011 AF27              | 25 de febrer de 2006   | Catalina             | CSS               |
| 411479 | 2011 AD35              | 17 de desembre de 2001 | Socorro              | LINEAR            |
| 411480 | 2011 AW37              | 23 de gener de 2006    | Mount Lemmon         | Mt. Lemmon Survey |
| 411481 | 2011 AP38              | 18 d'octubre de 1998   | Kitt Peak            | Spacewatch        |
| 411482 | 2011 AA39              | 30 de desembre de 2005 | Kitt Peak            | Spacewatch        |
| 411483 | 2011 AA43              | 5 de novembre de 2010  | Mount Lemmon         | Mt. Lemmon Survey |
| 411484 | 2011 AF44              | 21 d'octubre de 2009   | Mount Lemmon         | Mt. Lemmon Survey |
| 411485 | 2011 AY44              | 22 d'octubre de 2009   | Mount Lemmon         | Mt. Lemmon Survey |
| 411486 | 2011 AO45              | 25 de març de 2007     | Mount Lemmon         | Mt. Lemmon Survey |
| 411487 | 2011 AF47              | 25 d'abril de 2007     | Kitt Peak            | Spacewatch        |
| 411488 | 2011 AV48              | 10 de novembre de 2009 | Kitt Peak            | Spacewatch        |
| 411489 | 2011 AJ50              | 6 de desembre de 2010  | Mount Lemmon         | Mt. Lemmon Survey |
| 411490 | 2011 AG52              | 7 de desembre de 2010  | Mount Lemmon         | Mt. Lemmon Survey |
| 411491 | 2011 AR54              | 21 de novembre de 2005 | Kitt Peak            | Spacewatch        |
| 411492 | 2011 AW59              | 12 de gener de 2011    | Mount Lemmon         | Mt. Lemmon Survey |
| 411493 | 2011 AX59              | 7 d'agost de 2008      | Kitt Peak            | Spacewatch        |
| 411494 | 2011 AQ60              | 6 de desembre de 2010  | Mount Lemmon         | Mt. Lemmon Survey |
| 411495 | 2011 AJ63              | 9 de desembre de 2010  | Mount Lemmon         | Mt. Lemmon Survey |
| 411496 | 2011 AK63              | 18 de setembre de 2003 | Kitt Peak            | Spacewatch        |
| 411497 | 2011 AG70              | 13 de gener de 2011    | Mount Lemmon         | Mt. Lemmon Survey |
| 411498 | 2011 AW72              | 10 de desembre de 2010 | Mount Lemmon         | Mt. Lemmon Survey |
| 411499 | 2011 AB73              | 17 de gener de 2007    | Catalina             | CSS               |
| 411500 | 2011 AJ73              | 24 de novembre de 2006 | Mount Lemmon         | Mt. Lemmon Survey |

## 411501-411600
| Nom    | Designació provisional | Data de descobriment   | Lloc de descobriment | Descobridor/s     |
| ------ | ---------------------- | ---------------------- | -------------------- | ----------------- |
| 411501 | 2011 AN73              | 29 de juliol de 2008   | Mount Lemmon         | Mt. Lemmon Survey |
| 411502 | 2011 AV76              | 7 de novembre de 2010  | Mount Lemmon         | Mt. Lemmon Survey |
| 411503 | 2011 AK77              | 10 de gener de 2011    | Mount Lemmon         | Mt. Lemmon Survey |
| 411504 | 2011 AK78              | 3 de febrer de 2000    | Kitt Peak            | Spacewatch        |
| 411505 | 2011 BU6               | 11 de desembre de 2001 | Socorro              | LINEAR            |
| 411506 | 2011 BY8               | 13 de desembre de 1999 | Kitt Peak            | Spacewatch        |
| 411507 | 2011 BT10              | 16 de desembre de 2004 | Socorro              | LINEAR            |
| 411508 | 2011 BT13              | 27 de gener de 2006    | Mount Lemmon         | Mt. Lemmon Survey |
| 411509 | 2011 BG15              | 18 de gener de 2010    | WISE                 | WISE              |
| 411510 | 2011 BR18              | 15 d'octubre de 1993   | Kitt Peak            | Spacewatch        |
| 411511 | 2011 BN22              | 9 de novembre de 2009  | Catalina             | CSS               |
| 411512 | 2011 BX26              | 14 de gener de 2011    | Kitt Peak            | Spacewatch        |
| 411513 | 2011 BA33              | 16 de gener de 2000    | Kitt Peak            | Spacewatch        |
| 411514 | 2011 BZ36              | 30 de juliol de 2008   | Mount Lemmon         | Mt. Lemmon Survey |
| 411515 | 2011 BA38              | 28 de gener de 2011    | Mount Lemmon         | Mt. Lemmon Survey |
| 411516 | 2011 BL38              | 4 de setembre de 2008  | Kitt Peak            | Spacewatch        |
| 411517 | 2011 BT42              | 23 de novembre de 2009 | Mount Lemmon         | Mt. Lemmon Survey |
| 411518 | 2011 BS47              | 5 de març de 1997      | Kitt Peak            | Spacewatch        |
| 411519 | 2011 BA49              | 24 de febrer de 2006   | Kitt Peak            | Spacewatch        |
| 411520 | 2011 BF51              | 15 de desembre de 2004 | Kitt Peak            | Spacewatch        |
| 411521 | 2011 BZ55              | 14 de gener de 2011    | Kitt Peak            | Spacewatch        |
| 411522 | 2011 BJ56              | 5 de desembre de 2010  | Mount Lemmon         | Mt. Lemmon Survey |
| 411523 | 2011 BR78              | 4 d'octubre de 2003    | Kitt Peak            | Spacewatch        |
| 411524 | 2011 BZ80              | 26 de gener de 2006    | Kitt Peak            | Spacewatch        |
| 411525 | 2011 BV81              | 17 de desembre de 1999 | Kitt Peak            | Spacewatch        |
| 411526 | 2011 BY81              | 25 de març de 2006     | Mount Lemmon         | Mt. Lemmon Survey |
| 411527 | 2011 BZ82              | 25 de novembre de 2005 | Catalina             | CSS               |
| 411528 | 2011 BF89              | 24 d'abril de 2007     | Mount Lemmon         | Mt. Lemmon Survey |
| 411529 | 2011 BD92              | 11 de desembre de 2004 | Kitt Peak            | Spacewatch        |
| 411530 | 2011 BX93              | 3 de setembre de 2008  | Kitt Peak            | Spacewatch        |
| 411531 | 2011 BD96              | 2 d'octubre de 2009    | Mount Lemmon         | Mt. Lemmon Survey |
| 411532 | 2011 BK101             | 25 de gener de 2010    | WISE                 | WISE              |
| 411533 | 2011 BX102             | 8 de gener de 2011     | Mount Lemmon         | Mt. Lemmon Survey |
| 411534 | 2011 BM107             | 16 de novembre de 2009 | Kitt Peak            | Spacewatch        |
| 411535 | 2011 BQ114             | 2 d'octubre de 2009    | Mount Lemmon         | Mt. Lemmon Survey |
| 411536 | 2011 BS114             | 27 de gener de 2000    | Kitt Peak            | Spacewatch        |
| 411537 | 2011 BF115             | 5 de desembre de 2010  | Mount Lemmon         | Mt. Lemmon Survey |
| 411538 | 2011 BR116             | 26 d'octubre de 2005   | Kitt Peak            | Spacewatch        |
| 411539 | 2011 BW119             | 1 de novembre de 2010  | Mount Lemmon         | Mt. Lemmon Survey |
| 411540 | 2011 BK122             | 27 de gener de 2010    | WISE                 | WISE              |
| 411541 | 2011 BM124             | 2 de setembre de 2008  | Kitt Peak            | Spacewatch        |
| 411542 | 2011 BQ136             | 8 de gener de 2011     | Mount Lemmon         | Mt. Lemmon Survey |
| 411543 | 2011 BK143             | 8 de desembre de 2010  | Mount Lemmon         | Mt. Lemmon Survey |
| 411544 | 2011 CW1               | 30 de març de 2000     | Kitt Peak            | Spacewatch        |
| 411545 | 2011 CD5               | 8 de gener de 2006     | Mount Lemmon         | Mt. Lemmon Survey |
| 411546 | 2011 CQ6               | 11 de novembre de 2009 | Kitt Peak            | Spacewatch        |
| 411547 | 2011 CX13              | 13 de gener de 1999    | Kitt Peak            | Spacewatch        |
| 411548 | 2011 CE15              | 14 de gener de 2011    | Kitt Peak            | Spacewatch        |
| 411549 | 2011 CV30              | 2 de febrer de 2006    | Kitt Peak            | Spacewatch        |
| 411550 | 2011 CB43              | 8 de desembre de 2005  | Kitt Peak            | Spacewatch        |
| 411551 | 2011 CF44              | 10 de setembre de 2004 | Kitt Peak            | Spacewatch        |
| 411552 | 2011 CE47              | 25 de setembre de 2000 | Anderson Mesa        | LONEOS            |
| 411553 | 2011 CD51              | 14 de març de 2007     | Catalina             | CSS               |
| 411554 | 2011 CX58              | 1 de febrer de 2000    | Kitt Peak            | Spacewatch        |
| 411555 | 2011 CA60              | 2 de febrer de 2006    | Kitt Peak            | Spacewatch        |
| 411556 | 2011 CA64              | 2 d'abril de 2006      | Kitt Peak            | Spacewatch        |
| 411557 | 2011 CC70              | 1 de desembre de 2010  | Catalina             | CSS               |
| 411558 | 2011 CF74              | 8 de gener de 2006     | Mount Lemmon         | Mt. Lemmon Survey |
| 411559 | 2011 CH75              | 20 de setembre de 2003 | Kitt Peak            | Spacewatch        |
| 411560 | 2011 CK76              | 1 d'octubre de 2009    | Mount Lemmon         | Mt. Lemmon Survey |
| 411561 | 2011 CV78              | 21 de maig de 2006     | Kitt Peak            | Spacewatch        |
| 411562 | 2011 CN79              | 26 de setembre de 1995 | Kitt Peak            | Spacewatch        |
| 411563 | 2011 CJ87              | 12 de desembre de 2004 | Kitt Peak            | Spacewatch        |
| 411564 | 2011 CG101             | 24 d'octubre de 2009   | Kitt Peak            | Spacewatch        |
| 411565 | 2011 CR105             | 18 de gener de 2005    | Kitt Peak            | Spacewatch        |
| 411566 | 2011 CE109             | 20 de desembre de 2004 | Mount Lemmon         | Mt. Lemmon Survey |
| 411567 | 2011 CV110             | 6 de setembre de 2008  | Mount Lemmon         | Mt. Lemmon Survey |
| 411568 | 2011 DA22              | 2 d'abril de 2006      | Anderson Mesa        | LONEOS            |
| 411569 | 2011 DD48              | 14 de març de 2000     | Kitt Peak            | Spacewatch        |
| 411570 | 2011 DM48              | 21 d'octubre de 2003   | Kitt Peak            | Spacewatch        |
| 411571 | 2011 DS49              | 9 de febrer de 2005    | Mount Lemmon         | Mt. Lemmon Survey |
| 411572 | 2011 DE50              | 1 de novembre de 2000  | Socorro              | LINEAR            |
| 411573 | 2011 DG50              | 3 d'abril de 2000      | Kitt Peak            | Spacewatch        |
| 411574 | 2011 DH51              | 27 de setembre de 2003 | Kitt Peak            | Spacewatch        |
| 411575 | 2011 ED7               | 28 de gener de 2011    | Mount Lemmon         | Mt. Lemmon Survey |
| 411576 | 2011 EU8               | 15 d'octubre de 2009   | Catalina             | CSS               |
| 411577 | 2011 EG11              | 24 d'abril de 2006     | Anderson Mesa        | LONEOS            |
| 411578 | 2011 ED16              | 19 de novembre de 2009 | Mount Lemmon         | Mt. Lemmon Survey |
| 411579 | 2011 EM17              | 21 de setembre de 2003 | Kitt Peak            | Spacewatch        |
| 411580 | 2011 EO19              | 25 de febrer de 2006   | Mount Lemmon         | Mt. Lemmon Survey |
| 411581 | 2011 EP21              | 12 de desembre de 2004 | Kitt Peak            | Spacewatch        |
| 411582 | 2011 EO26              | 12 d'octubre de 2009   | Mount Lemmon         | Mt. Lemmon Survey |
| 411583 | 2011 EN36              | 3 de març de 2005      | Kitt Peak            | Spacewatch        |
| 411584 | 2011 ES41              | 24 d'octubre de 2003   | Socorro              | LINEAR            |
| 411585 | 2011 EF50              | 15 de novembre de 2003 | Kitt Peak            | Spacewatch        |
| 411586 | 2011 ED58              | 8 de gener de 2010     | Kitt Peak            | Spacewatch        |
| 411587 | 2011 EY58              | 26 de novembre de 2003 | Kitt Peak            | Spacewatch        |
| 411588 | 2011 EJ63              | 30 de setembre de 2009 | Mount Lemmon         | Mt. Lemmon Survey |
| 411589 | 2011 EE71              | 23 de novembre de 2009 | Catalina             | CSS               |
| 411590 | 2011 EY73              | 21 de novembre de 2005 | Kitt Peak            | Spacewatch        |
| 411591 | 2011 EQ76              | 15 de gener de 2005    | Socorro              | LINEAR            |
| 411592 | 2011 ED77              | 11 de febrer de 2010   | WISE                 | WISE              |
| 411593 | 2011 FU                | 2 d'octubre de 2008    | Catalina             | CSS               |
| 411594 | 2011 FQ4               | 9 de març de 2005      | Mount Lemmon         | Mt. Lemmon Survey |
| 411595 | 2011 FA15              | 27 de setembre de 1998 | Kitt Peak            | Spacewatch        |
| 411596 | 2011 FM62              | 21 de desembre de 2004 | Catalina             | CSS               |
| 411597 | 2011 FU73              | 2 de març de 2010      | WISE                 | WISE              |
| 411598 | 2011 FU94              | 27 de setembre de 2003 | Kitt Peak            | Spacewatch        |
| 411599 | 2011 FA127             | 31 de gener de 2010    | WISE                 | WISE              |
| 411600 | 2011 FK130             | 14 de desembre de 2004 | Kitt Peak            | Spacewatch        |

## 411601-411700
| Nom    | Designació provisional | Data de descobriment   | Lloc de descobriment | Descobridor/s          |
| ------ | ---------------------- | ---------------------- | -------------------- | ---------------------- |
| 411601 | 2011 FE154             | 23 de novembre de 2006 | Kitt Peak            | Spacewatch             |
| 411602 | 2011 GY45              | 6 d'octubre de 2008    | Mount Lemmon         | Mt. Lemmon Survey      |
| 411603 | 2011 GT59              | 20 d'octubre de 2003   | Kitt Peak            | Spacewatch             |
| 411604 | 2011 GD75              | 23 de setembre de 2008 | Mount Lemmon         | Mt. Lemmon Survey      |
| 411605 | 2011 GA77              | 24 de setembre de 2008 | Kitt Peak            | Spacewatch             |
| 411606 | 2011 GP86              | 28 de febrer de 2010   | WISE                 | WISE                   |
| 411607 | 2011 HZ85              | 29 d'abril de 2006     | Kitt Peak            | Spacewatch             |
| 411608 | 2011 JU24              | 8 d'abril de 2011      | Kitt Peak            | Spacewatch             |
| 411609 | 2011 JF27              | 4 de novembre de 2007  | Mount Lemmon         | Mt. Lemmon Survey      |
| 411610 | 2011 OM59              | 22 d'octubre de 2003   | Kitt Peak            | Spacewatch             |
| 411611 | 2011 QF14              | 22 d'agost de 2011     | La Sagra             | OAM                    |
| 411612 | 2011 QE31              | 15 de maig de 2010     | WISE                 | WISE                   |
| 411613 | 2011 SZ84              | 21 de setembre de 2011 | Kitt Peak            | Spacewatch             |
| 411614 | 2011 SU105             | 21 de novembre de 2008 | Mount Lemmon         | Mt. Lemmon Survey      |
| 411615 | 2011 SN141             | 18 de setembre de 1995 | Kitt Peak            | Spacewatch             |
| 411616 | 2011 SK142             | 21 de setembre de 2011 | Kitt Peak            | Spacewatch             |
| 411617 | 2011 SN183             | 29 d'octubre de 2005   | Kitt Peak            | Spacewatch             |
| 411618 | 2011 SB188             | 22 de setembre de 2011 | Kitt Peak            | Spacewatch             |
| 411619 | 2011 UA8               | 22 de desembre de 2008 | Kitt Peak            | Spacewatch             |
| 411620 | 2011 UJ27              | 16 de març de 2010     | Catalina             | CSS                    |
| 411621 | 2011 UZ29              | 18 d'octubre de 2011   | Mount Lemmon         | Mt. Lemmon Survey      |
| 411622 | 2011 UE37              | 2 de febrer de 2009    | Kitt Peak            | Spacewatch             |
| 411623 | 2011 UM38              | 5 de desembre de 2005  | Kitt Peak            | Spacewatch             |
| 411624 | 2011 UQ56              | 2 de febrer de 2006    | Mount Lemmon         | Mt. Lemmon Survey      |
| 411625 | 2011 US61              | 17 de novembre de 2001 | Socorro              | LINEAR                 |
| 411626 | 2011 UW72              | 18 d'octubre de 2011   | Mount Lemmon         | Mt. Lemmon Survey      |
| 411627 | 2011 UV79              | 19 d'octubre de 2011   | Kitt Peak            | Spacewatch             |
| 411628 | 2011 UW89              | 21 d'octubre de 2011   | Mount Lemmon         | Mt. Lemmon Survey      |
| 411629 | 2011 UW113             | 4 de maig de 2010      | Catalina             | CSS                    |
| 411630 | 2011 UW134             | 30 de desembre de 2008 | Mount Lemmon         | Mt. Lemmon Survey      |
| 411631 | 2011 UD156             | 31 de desembre de 2008 | Kitt Peak            | Spacewatch             |
| 411632 | 2011 UY162             | 30 de desembre de 2008 | Mount Lemmon         | Mt. Lemmon Survey      |
| 411633 | 2011 UJ187             | 24 de novembre de 2008 | Mount Lemmon         | Mt. Lemmon Survey      |
| 411634 | 2011 UM202             | 14 de desembre de 2004 | Kitt Peak            | Spacewatch             |
| 411635 | 2011 UQ231             | 13 de març de 2010     | Kitt Peak            | Spacewatch             |
| 411636 | 2011 UZ245             | 26 d'octubre de 2011   | Kitt Peak            | Spacewatch             |
| 411637 | 2011 UO246             | 23 de setembre de 2011 | Kitt Peak            | Spacewatch             |
| 411638 | 2011 UH247             | 26 de gener de 2006    | Kitt Peak            | Spacewatch             |
| 411639 | 2011 UW261             | 16 d'octubre de 2007   | Mount Lemmon         | Mt. Lemmon Survey      |
| 411640 | 2011 UY268             | 21 de setembre de 2011 | Kitt Peak            | Spacewatch             |
| 411641 | 2011 UB269             | 19 d'octubre de 2011   | Kitt Peak            | Spacewatch             |
| 411642 | 2011 UE279             | 30 de desembre de 2008 | Kitt Peak            | Spacewatch             |
| 411643 | 2011 UW292             | 30 de desembre de 2008 | Mount Lemmon         | Mt. Lemmon Survey      |
| 411644 | 2011 UP296             | 7 de gener de 2006     | Kitt Peak            | Spacewatch             |
| 411645 | 2011 UH311             | 31 de març de 2010     | WISE                 | WISE                   |
| 411646 | 2011 UX321             | 31 d'octubre de 2011   | XuYi                 | PMO NEO Survey Program |
| 411647 | 2011 US347             | 29 de setembre de 2011 | Kitt Peak            | Spacewatch             |
| 411648 | 2011 US349             | 17 de gener de 2009    | Catalina             | CSS                    |
| 411649 | 2011 US351             | 20 de setembre de 2011 | Mount Lemmon         | Mt. Lemmon Survey      |
| 411650 | 2011 UW358             | 22 de desembre de 2008 | Catalina             | CSS                    |
| 411651 | 2011 UU359             | 27 de febrer de 2006   | Kitt Peak            | Spacewatch             |
| 411652 | 2011 VX11              | 31 de desembre de 2008 | Kitt Peak            | Spacewatch             |
| 411653 | 2011 VC14              | 10 de desembre de 2004 | Kitt Peak            | Spacewatch             |
| 411654 | 2011 VG20              | 12 de maig de 2010     | Kitt Peak            | Spacewatch             |
| 411655 | 2011 WW4               | 1 d'agost de 1995      | Kitt Peak            | Spacewatch             |
| 411656 | 2011 WR8               | 22 de desembre de 2008 | Mount Lemmon         | Mt. Lemmon Survey      |
| 411657 | 2011 WG15              | 4 de maig de 2009      | Mount Lemmon         | Mt. Lemmon Survey      |
| 411658 | 2011 WD19              | 17 de novembre de 2011 | Kitt Peak            | Spacewatch             |
| 411659 | 2011 WL19              | 17 de novembre de 2011 | Kitt Peak            | Spacewatch             |
| 411660 | 2011 WE21              | 11 d'octubre de 2007   | Kitt Peak            | Spacewatch             |
| 411661 | 2011 WM29              | 14 d'octubre de 2007   | Mount Lemmon         | Mt. Lemmon Survey      |
| 411662 | 2011 WJ48              | 9 de març de 2005      | Kitt Peak            | Spacewatch             |
| 411663 | 2011 WC59              | 22 de setembre de 2001 | Kitt Peak            | Spacewatch             |
| 411664 | 2011 WJ61              | 30 de novembre de 2008 | Mount Lemmon         | Mt. Lemmon Survey      |
| 411665 | 2011 WL63              | 30 de gener de 2009    | Mount Lemmon         | Mt. Lemmon Survey      |
| 411666 | 2011 WC67              | 17 de setembre de 2004 | Anderson Mesa        | LONEOS                 |
| 411667 | 2011 WZ68              | 24 de setembre de 2000 | Anderson Mesa        | LONEOS                 |
| 411668 | 2011 WQ71              | 20 de novembre de 2004 | Kitt Peak            | Spacewatch             |
| 411669 | 2011 WA80              | 30 d'octubre de 2011   | Mount Lemmon         | Mt. Lemmon Survey      |
| 411670 | 2011 WR86              | 22 de gener de 2006    | Mount Lemmon         | Mt. Lemmon Survey      |
| 411671 | 2011 WZ97              | 24 de novembre de 2008 | Mount Lemmon         | Mt. Lemmon Survey      |
| 411672 | 2011 WR102             | 10 d'agost de 2004     | Socorro              | LINEAR                 |
| 411673 | 2011 WQ105             | 22 de desembre de 2008 | Kitt Peak            | Spacewatch             |
| 411674 | 2011 WP112             | 28 d'octubre de 2011   | Mount Lemmon         | Mt. Lemmon Survey      |
| 411675 | 2011 WG116             | 15 d'octubre de 1995   | Kitt Peak            | Spacewatch             |
| 411676 | 2011 WS120             | 18 de gener de 2009    | Catalina             | CSS                    |
| 411677 | 2011 WZ134             | 2 de març de 2009      | Mount Lemmon         | Mt. Lemmon Survey      |
| 411678 | 2011 WK137             | 5 de desembre de 2007  | Kitt Peak            | Spacewatch             |
| 411679 | 2011 YT1               | 19 d'octubre de 2007   | Mount Lemmon         | Mt. Lemmon Survey      |
| 411680 | 2011 YK8               | 20 de febrer de 2009   | Mount Lemmon         | Mt. Lemmon Survey      |
| 411681 | 2011 YJ11              | 29 de gener de 2009    | Mount Lemmon         | Mt. Lemmon Survey      |
| 411682 | 2011 YT16              | 9 de setembre de 2007  | Kitt Peak            | Spacewatch             |
| 411683 | 2011 YC17              | 1 de febrer de 2005    | Kitt Peak            | Spacewatch             |
| 411684 | 2011 YQ23              | 18 de desembre de 2004 | Mount Lemmon         | Mt. Lemmon Survey      |
| 411685 | 2011 YO25              | 24 de desembre de 2011 | Catalina             | CSS                    |
| 411686 | 2011 YW25              | 4 d'abril de 2005      | Catalina             | CSS                    |
| 411687 | 2011 YZ25              | 25 de desembre de 2011 | Kitt Peak            | Spacewatch             |
| 411688 | 2011 YT31              | 4 de febrer de 2005    | Mount Lemmon         | Mt. Lemmon Survey      |
| 411689 | 2011 YW33              | 2 de febrer de 2009    | Kitt Peak            | Spacewatch             |
| 411690 | 2011 YN35              | 26 de desembre de 2011 | Kitt Peak            | Spacewatch             |
| 411691 | 2011 YG37              | 26 de desembre de 2011 | Kitt Peak            | Spacewatch             |
| 411692 | 2011 YV40              | 18 de gener de 2008    | Mount Lemmon         | Mt. Lemmon Survey      |
| 411693 | 2011 YD41              | 30 d'abril de 2006     | Kitt Peak            | Spacewatch             |
| 411694 | 2011 YS41              | 6 de maig de 2006      | Mount Lemmon         | Mt. Lemmon Survey      |
| 411695 | 2011 YB49              | 19 de gener de 2005    | Kitt Peak            | Spacewatch             |
| 411696 | 2011 YR50              | 11 de març de 2005     | Mount Lemmon         | Mt. Lemmon Survey      |
| 411697 | 2011 YH51              | 19 de gener de 2008    | Mount Lemmon         | Mt. Lemmon Survey      |
| 411698 | 2011 YM53              | 19 de novembre de 2003 | Kitt Peak            | Spacewatch             |
| 411699 | 2011 YM57              | 3 de gener de 2001     | Kitt Peak            | Spacewatch             |
| 411700 | 2011 YV57              | 12 de març de 2008     | Mount Lemmon         | Mt. Lemmon Survey      |

## 411701-411800
| Nom    | Designació provisional | Data de descobriment   | Lloc de descobriment | Descobridor/s        |
| ------ | ---------------------- | ---------------------- | -------------------- | -------------------- |
| 411701 | 2011 YH60              | 19 de novembre de 2007 | Kitt Peak            | Spacewatch           |
| 411702 | 2011 YO60              | 17 de setembre de 2006 | Kitt Peak            | Spacewatch           |
| 411703 | 2011 YT67              | 21 d'octubre de 2006   | Kitt Peak            | Spacewatch           |
| 411704 | 2011 YU67              | 18 d'abril de 2009     | Kitt Peak            | Spacewatch           |
| 411705 | 2011 YN69              | 16 d'abril de 2004     | Siding Spring        | Siding Spring Survey |
| 411706 | 2011 YS69              | 1 de març de 2005      | Catalina             | CSS                  |
| 411707 | 2011 YB70              | 2 de maig de 2008      | Siding Spring        | Siding Spring Survey |
| 411708 | 2011 YR78              | 16 de desembre de 2007 | Kitt Peak            | Spacewatch           |
| 411709 | 2011 YU78              | 30 d'octubre de 1999   | Kitt Peak            | Spacewatch           |
| 411710 | 2012 AQ2               | 10 d'octubre de 2007   | Mount Lemmon         | Mt. Lemmon Survey    |
| 411711 | 2012 AX4               | 1 de gener de 2008     | Mount Lemmon         | Mt. Lemmon Survey    |
| 411712 | 2012 AK8               | 14 de novembre de 2007 | Kitt Peak            | Spacewatch           |
| 411713 | 2012 AY18              | 18 de novembre de 2006 | Mount Lemmon         | Mt. Lemmon Survey    |
| 411714 | 2012 AU20              | 18 d'octubre de 2007   | Kitt Peak            | Spacewatch           |
| 411715 | 2012 AU23              | 6 de novembre de 2007  | Mount Lemmon         | Mt. Lemmon Survey    |
| 411716 | 2012 BE4               | 10 de gener de 2008    | Mount Lemmon         | Mt. Lemmon Survey    |
| 411717 | 2012 BL8               | 12 de febrer de 2004   | Kitt Peak            | Spacewatch           |
| 411718 | 2012 BP14              | 12 d'agost de 2010     | Kitt Peak            | Spacewatch           |
| 411719 | 2012 BU14              | 18 de novembre de 2007 | Mount Lemmon         | Mt. Lemmon Survey    |
| 411720 | 2012 BS15              | 2 d'octubre de 2003    | Kitt Peak            | Spacewatch           |
| 411721 | 2012 BL19              | 11 de setembre de 2007 | Mount Lemmon         | Mt. Lemmon Survey    |
| 411722 | 2012 BC21              | 2 de setembre de 2010  | Mount Lemmon         | Mt. Lemmon Survey    |
| 411723 | 2012 BM21              | 20 de febrer de 2001   | Kitt Peak            | Spacewatch           |
| 411724 | 2012 BK26              | 30 d'octubre de 2010   | Catalina             | CSS                  |
| 411725 | 2012 BH28              | 16 de desembre de 2007 | Kitt Peak            | Spacewatch           |
| 411726 | 2012 BQ29              | 23 de febrer de 2001   | Kitt Peak            | Spacewatch           |
| 411727 | 2012 BG38              | 11 de març de 2005     | Mount Lemmon         | Mt. Lemmon Survey    |
| 411728 | 2012 BT41              | 20 de novembre de 2007 | Mount Lemmon         | Mt. Lemmon Survey    |
| 411729 | 2012 BU51              | 18 de novembre de 2006 | Kitt Peak            | Spacewatch           |
| 411730 | 2012 BA52              | 7 de novembre de 2007  | Mount Lemmon         | Mt. Lemmon Survey    |
| 411731 | 2012 BN52              | 26 de setembre de 2006 | Mount Lemmon         | Mt. Lemmon Survey    |
| 411732 | 2012 BE54              | 11 de novembre de 2007 | Mount Lemmon         | Mt. Lemmon Survey    |
| 411733 | 2012 BK54              | 16 de gener de 2001    | Kitt Peak            | Spacewatch           |
| 411734 | 2012 BP55              | 30 d'agost de 2005     | Kitt Peak            | Spacewatch           |
| 411735 | 2012 BE56              | 30 d'abril de 2008     | Kitt Peak            | Spacewatch           |
| 411736 | 2012 BF56              | 1 d'octubre de 2005    | Mount Lemmon         | Mt. Lemmon Survey    |
| 411737 | 2012 BA69              | 21 de gener de 2012    | Kitt Peak            | Spacewatch           |
| 411738 | 2012 BB70              | 2 d'abril de 2005      | Kitt Peak            | Spacewatch           |
| 411739 | 2012 BG70              | 7 d'abril de 2005      | Kitt Peak            | Spacewatch           |
| 411740 | 2012 BV72              | 27 de desembre de 2011 | Mount Lemmon         | Mt. Lemmon Survey    |
| 411741 | 2012 BV82              | 19 de desembre de 2003 | Kitt Peak            | Spacewatch           |
| 411742 | 2012 BY83              | 31 d'octubre de 2010   | Mount Lemmon         | Mt. Lemmon Survey    |
| 411743 | 2012 BN87              | 10 d'agost de 2010     | Kitt Peak            | Spacewatch           |
| 411744 | 2012 BF88              | 13 de febrer de 2004   | Kitt Peak            | Spacewatch           |
| 411745 | 2012 BM89              | 13 de novembre de 2007 | Kitt Peak            | Spacewatch           |
| 411746 | 2012 BM94              | 30 de setembre de 2003 | Kitt Peak            | Spacewatch           |
| 411747 | 2012 BG95              | 29 de gener de 2009    | Mount Lemmon         | Mt. Lemmon Survey    |
| 411748 | 2012 BA96              | 16 de desembre de 2007 | Kitt Peak            | Spacewatch           |
| 411749 | 2012 BM100             | 20 de desembre de 2004 | Mount Lemmon         | Mt. Lemmon Survey    |
| 411750 | 2012 BE104             | 2 de febrer de 2000    | Socorro              | LINEAR               |
| 411751 | 2012 BH107             | 29 de gener de 1995    | Kitt Peak            | Spacewatch           |
| 411752 | 2012 BS108             | 27 de setembre de 2003 | Kitt Peak            | Spacewatch           |
| 411753 | 2012 BT108             | 22 d'octubre de 2006   | Kitt Peak            | Spacewatch           |
| 411754 | 2012 BA109             | 13 de novembre de 2007 | Mount Lemmon         | Mt. Lemmon Survey    |
| 411755 | 2012 BD109             | 13 de desembre de 2006 | Mount Lemmon         | Mt. Lemmon Survey    |
| 411756 | 2012 BR109             | 19 de novembre de 2003 | Socorro              | LINEAR               |
| 411757 | 2012 BT109             | 18 de gener de 2012    | Kitt Peak            | Spacewatch           |
| 411758 | 2012 BV109             | 1 de desembre de 2003  | Kitt Peak            | Spacewatch           |
| 411759 | 2012 BP110             | 29 d'octubre de 2010   | Kitt Peak            | Spacewatch           |
| 411760 | 2012 BB120             | 12 de gener de 2008    | Kitt Peak            | Spacewatch           |
| 411761 | 2012 BB122             | 30 de gener de 2012    | Kitt Peak            | Spacewatch           |
| 411762 | 2012 BZ124             | 23 de novembre de 2006 | Mount Lemmon         | Mt. Lemmon Survey    |
| 411763 | 2012 BV126             | 17 de febrer de 2007   | Kitt Peak            | Spacewatch           |
| 411764 | 2012 BT128             | 16 de novembre de 1998 | Kitt Peak            | Spacewatch           |
| 411765 | 2012 BV129             | 19 de novembre de 2003 | Socorro              | LINEAR               |
| 411766 | 2012 BJ130             | 8 d'octubre de 2010    | Kitt Peak            | Spacewatch           |
| 411767 | 2012 BN132             | 30 de març de 2008     | Catalina             | CSS                  |
| 411768 | 2012 BW132             | 8 de novembre de 2007  | Kitt Peak            | Spacewatch           |
| 411769 | 2012 BH133             | 2 de novembre de 2010  | Mount Lemmon         | Mt. Lemmon Survey    |
| 411770 | 2012 BE134             | 5 de desembre de 1997  | Caussols             | ODAS                 |
| 411771 | 2012 BY137             | 29 d'octubre de 2010   | Mount Lemmon         | Mt. Lemmon Survey    |
| 411772 | 2012 BY141             | 22 de febrer de 2004   | Kitt Peak            | Spacewatch           |
| 411773 | 2012 BZ143             | 26 de febrer de 2009   | Kitt Peak            | Spacewatch           |
| 411774 | 2012 BX146             | 23 de setembre de 2005 | Kitt Peak            | Spacewatch           |
| 411775 | 2012 BJ148             | 28 de març de 2008     | Mount Lemmon         | Mt. Lemmon Survey    |
| 411776 | 2012 BW148             | 29 de gener de 2012    | Mount Lemmon         | Mt. Lemmon Survey    |
| 411777 | 2012 BM149             | 30 de setembre de 2003 | Kitt Peak            | Spacewatch           |
| 411778 | 2012 CZ6               | 14 de gener de 2012    | Kitt Peak            | Spacewatch           |
| 411779 | 2012 CO7               | 5 de març de 2008      | Kitt Peak            | Spacewatch           |
| 411780 | 2012 CW7               | 4 de gener de 2012     | Mount Lemmon         | Mt. Lemmon Survey    |
| 411781 | 2012 CM9               | 29 d'octubre de 2010   | Mount Lemmon         | Mt. Lemmon Survey    |
| 411782 | 2012 CA10              | 11 d'octubre de 2010   | Mount Lemmon         | Mt. Lemmon Survey    |
| 411783 | 2012 CW10              | 28 de setembre de 2003 | Kitt Peak            | Spacewatch           |
| 411784 | 2012 CZ11              | 30 de gener de 2012    | Kitt Peak            | Spacewatch           |
| 411785 | 2012 CJ13              | 19 d'abril de 2007     | Mount Lemmon         | Mt. Lemmon Survey    |
| 411786 | 2012 CD16              | 27 de febrer de 2008   | Mount Lemmon         | Mt. Lemmon Survey    |
| 411787 | 2012 CO16              | 19 de juny de 2010     | Mount Lemmon         | Mt. Lemmon Survey    |
| 411788 | 2012 CU17              | 14 de novembre de 2007 | Kitt Peak            | Spacewatch           |
| 411789 | 2012 CX20              | 19 de novembre de 2006 | Kitt Peak            | Spacewatch           |
| 411790 | 2012 CB23              | 11 d'octubre de 2010   | Mount Lemmon         | Mt. Lemmon Survey    |
| 411791 | 2012 CZ25              | 30 de setembre de 2003 | Kitt Peak            | Spacewatch           |
| 411792 | 2012 CQ33              | 31 de desembre de 1994 | Kitt Peak            | Spacewatch           |
| 411793 | 2012 CB34              | 30 de novembre de 2003 | Kitt Peak            | Spacewatch           |
| 411794 | 2012 CB40              | 17 de febrer de 2007   | Mount Lemmon         | Mt. Lemmon Survey    |
| 411795 | 2012 CJ44              | 10 de març de 2007     | Kitt Peak            | Spacewatch           |
| 411796 | 2012 CO44              | 27 d'octubre de 2003   | Kitt Peak            | Spacewatch           |
| 411797 | 2012 CY50              | 15 de gener de 2008    | Mount Lemmon         | Mt. Lemmon Survey    |
| 411798 | 2012 CO51              | 13 d'octubre de 2006   | Kitt Peak            | Spacewatch           |
| 411799 | 2012 CD57              | 9 d'octubre de 2007    | Kitt Peak            | Spacewatch           |
| 411800 | 2012 CF57              | 19 de novembre de 2003 | Socorro              | LINEAR               |

## 411801-411900
| Nom    | Designació provisional | Data de descobriment   | Lloc de descobriment | Descobridor/s     |
| ------ | ---------------------- | ---------------------- | -------------------- | ----------------- |
| 411801 | 2012 CM57              | 14 de febrer de 2008   | Catalina             | CSS               |
| 411802 | 2012 DW2               | 10 de gener de 2007    | Kitt Peak            | Spacewatch        |
| 411803 | 2012 DQ3               | 27 de desembre de 2006 | Mount Lemmon         | Mt. Lemmon Survey |
| 411804 | 2012 DF6               | 13 de febrer de 2008   | Mount Lemmon         | Mt. Lemmon Survey |
| 411805 | 2012 DY9               | 15 de setembre de 2007 | Mount Lemmon         | Mt. Lemmon Survey |
| 411806 | 2012 DD12              | 23 de maig de 2003     | Kitt Peak            | Spacewatch        |
| 411807 | 2012 DA18              | 19 d'agost de 2006     | Kitt Peak            | Spacewatch        |
| 411808 | 2012 DN22              | 2 de gener de 2011     | Mount Lemmon         | Mt. Lemmon Survey |
| 411809 | 2012 DX24              | 1 de novembre de 2005  | Mount Lemmon         | Mt. Lemmon Survey |
| 411810 | 2012 DA25              | 25 de gener de 2007    | Catalina             | CSS               |
| 411811 | 2012 DU25              | 4 de febrer de 2006    | Catalina             | CSS               |
| 411812 | 2012 DT27              | 2 de març de 2001      | Anderson Mesa        | LONEOS            |
| 411813 | 2012 DX27              | 24 de febrer de 2003   | Campo Imperatore     | CINEOS            |
| 411814 | 2012 DK28              | 5 d'octubre de 2005    | Mount Lemmon         | Mt. Lemmon Survey |
| 411815 | 2012 DG30              | 14 de març de 2007     | Mount Lemmon         | Mt. Lemmon Survey |
| 411816 | 2012 DP31              | 3 de novembre de 2011  | Mount Lemmon         | Mt. Lemmon Survey |
| 411817 | 2012 DF33              | 20 de novembre de 2007 | Mount Lemmon         | Mt. Lemmon Survey |
| 411818 | 2012 DR33              | 9 de març de 2005      | Mount Lemmon         | Mt. Lemmon Survey |
| 411819 | 2012 DO34              | 23 de febrer de 2012   | Kitt Peak            | Spacewatch        |
| 411820 | 2012 DZ36              | 28 de setembre de 2003 | Anderson Mesa        | LONEOS            |
| 411821 | 2012 DB37              | 27 de juliol de 2009   | Kitt Peak            | Spacewatch        |
| 411822 | 2012 DO40              | 18 de març de 2007     | Kitt Peak            | Spacewatch        |
| 411823 | 2012 DT41              | 6 de novembre de 2010  | Mount Lemmon         | Mt. Lemmon Survey |
| 411824 | 2012 DP43              | 13 de desembre de 2006 | Mount Lemmon         | Mt. Lemmon Survey |
| 411825 | 2012 DC44              | 22 de febrer de 2012   | Kitt Peak            | Spacewatch        |
| 411826 | 2012 DH44              | 9 d'octubre de 2010    | Kitt Peak            | Spacewatch        |
| 411827 | 2012 DW45              | 22 de gener de 2006    | Mount Lemmon         | Mt. Lemmon Survey |
| 411828 | 2012 DA47              | 27 de març de 2004     | Kitt Peak            | Spacewatch        |
| 411829 | 2012 DD47              | 4 de març de 2008      | Mount Lemmon         | Mt. Lemmon Survey |
| 411830 | 2012 DL47              | 27 de desembre de 2011 | Mount Lemmon         | Mt. Lemmon Survey |
| 411831 | 2012 DX47              | 25 de febrer de 2012   | Kitt Peak            | Spacewatch        |
| 411832 | 2012 DS48              | 19 de gener de 2012    | Kitt Peak            | Spacewatch        |
| 411833 | 2012 DA50              | 21 de febrer de 2007   | Kitt Peak            | Spacewatch        |
| 411834 | 2012 DT50              | 11 de setembre de 2004 | Kitt Peak            | Spacewatch        |
| 411835 | 2012 DZ50              | 11 de novembre de 2010 | Kitt Peak            | Spacewatch        |
| 411836 | 2012 DO51              | 19 de febrer de 2012   | Kitt Peak            | Spacewatch        |
| 411837 | 2012 DY52              | 17 de novembre de 1999 | Kitt Peak            | Spacewatch        |
| 411838 | 2012 DY54              | 27 de març de 2003     | Kitt Peak            | Spacewatch        |
| 411839 | 2012 DU55              | 28 de gener de 2007    | Kitt Peak            | Spacewatch        |
| 411840 | 2012 DW55              | 2 de novembre de 2006  | Mount Lemmon         | Mt. Lemmon Survey |
| 411841 | 2012 DU56              | 27 de novembre de 2010 | Mount Lemmon         | Mt. Lemmon Survey |
| 411842 | 2012 DP57              | 2 d'octubre de 1999    | Kitt Peak            | Spacewatch        |
| 411843 | 2012 DU58              | 17 d'octubre de 2010   | Mount Lemmon         | Mt. Lemmon Survey |
| 411844 | 2012 DF59              | 5 de novembre de 2010  | Kitt Peak            | Spacewatch        |
| 411845 | 2012 DU61              | 26 de novembre de 2005 | Kitt Peak            | Spacewatch        |
| 411846 | 2012 DD63              | 6 d'octubre de 2000    | Kitt Peak            | Spacewatch        |
| 411847 | 2012 DP65              | 16 de març de 2004     | Campo Imperatore     | CINEOS            |
| 411848 | 2012 DW72              | 6 d'abril de 2008      | Kitt Peak            | Spacewatch        |
| 411849 | 2012 DZ72              | 17 de setembre de 2009 | Kitt Peak            | Spacewatch        |
| 411850 | 2012 DP74              | 19 de desembre de 2007 | Mount Lemmon         | Mt. Lemmon Survey |
| 411851 | 2012 DV74              | 5 de desembre de 2007  | Catalina             | CSS               |
| 411852 | 2012 DC75              | 14 d'octubre de 2010   | Mount Lemmon         | Mt. Lemmon Survey |
| 411853 | 2012 DU75              | 3 de setembre de 2008  | Kitt Peak            | Spacewatch        |
| 411854 | 2012 DU76              | 31 de març de 2003     | Kitt Peak            | Spacewatch        |
| 411855 | 2012 DX76              | 16 de setembre de 2001 | Socorro              | LINEAR            |
| 411856 | 2012 DR82              | 27 d'octubre de 2005   | Kitt Peak            | Spacewatch        |
| 411857 | 2012 DH83              | 29 de setembre de 2005 | Kitt Peak            | Spacewatch        |
| 411858 | 2012 DL83              | 8 de febrer de 2008    | Mount Lemmon         | Mt. Lemmon Survey |
| 411859 | 2012 DF84              | 21 de febrer de 2007   | Mount Lemmon         | Mt. Lemmon Survey |
| 411860 | 2012 DP86              | 16 d'abril de 2001     | Anderson Mesa        | LONEOS            |
| 411861 | 2012 DY86              | 28 d'agost de 2009     | Kitt Peak            | Spacewatch        |
| 411862 | 2012 DY90              | 24 de gener de 2001    | Kitt Peak            | Spacewatch        |
| 411863 | 2012 DK92              | 6 d'abril de 1999      | Kitt Peak            | Spacewatch        |
| 411864 | 2012 DT92              | 24 de gener de 2007    | Mount Lemmon         | Mt. Lemmon Survey |
| 411865 | 2012 DL95              | 12 de novembre de 2007 | Mount Lemmon         | Mt. Lemmon Survey |
| 411866 | 2012 DQ95              | 20 de març de 2007     | Mount Lemmon         | Mt. Lemmon Survey |
| 411867 | 2012 DX96              | 23 de febrer de 2007   | Kitt Peak            | Spacewatch        |
| 411868 | 2012 EE                | 26 de juliol de 2010   | WISE                 | WISE              |
| 411869 | 2012 EO                | 24 de febrer de 2008   | Mount Lemmon         | Mt. Lemmon Survey |
| 411870 | 2012 ES                | 17 d'octubre de 2009   | Mount Lemmon         | Mt. Lemmon Survey |
| 411871 | 2012 EV                | 2 de novembre de 2010  | Mount Lemmon         | Mt. Lemmon Survey |
| 411872 | 2012 EG1               | 27 de març de 2003     | Kitt Peak            | Spacewatch        |
| 411873 | 2012 EN2               | 16 d'agost de 2009     | Kitt Peak            | Spacewatch        |
| 411874 | 2012 EW2               | 19 d'abril de 2004     | Kitt Peak            | Spacewatch        |
| 411875 | 2012 EW4               | 25 de gener de 2010    | WISE                 | WISE              |
| 411876 | 2012 EE7               | 18 de novembre de 2006 | Mount Lemmon         | Mt. Lemmon Survey |
| 411877 | 2012 FQ                | 26 de març de 2008     | Kitt Peak            | Spacewatch        |
| 411878 | 2012 FN5               | 14 de novembre de 2010 | Mount Lemmon         | Mt. Lemmon Survey |
| 411879 | 2012 FP8               | 4 de març de 2012      | Mount Lemmon         | Mt. Lemmon Survey |
| 411880 | 2012 FS10              | 9 de març de 2008      | Kitt Peak            | Spacewatch        |
| 411881 | 2012 FO11              | 17 d'octubre de 2010   | Catalina             | CSS               |
| 411882 | 2012 FQ15              | 10 d'octubre de 2010   | Mount Lemmon         | Mt. Lemmon Survey |
| 411883 | 2012 FT25              | 29 de desembre de 2005 | Kitt Peak            | Spacewatch        |
| 411884 | 2012 FX25              | 14 de març de 2007     | Kitt Peak            | Spacewatch        |
| 411885 | 2012 FQ26              | 23 d'octubre de 1995   | Kitt Peak            | Spacewatch        |
| 411886 | 2012 FF28              | 30 d'octubre de 2005   | Mount Lemmon         | Mt. Lemmon Survey |
| 411887 | 2012 FA29              | 30 de setembre de 2005 | Mount Lemmon         | Mt. Lemmon Survey |
| 411888 | 2012 FK32              | 7 de febrer de 2006    | Mount Lemmon         | Mt. Lemmon Survey |
| 411889 | 2012 FE33              | 19 de setembre de 2003 | Kitt Peak            | Spacewatch        |
| 411890 | 2012 FJ35              | 8 d'octubre de 2005    | Kitt Peak            | Spacewatch        |
| 411891 | 2012 FK36              | 15 de març de 2007     | Mount Lemmon         | Mt. Lemmon Survey |
| 411892 | 2012 FT36              | 27 de setembre de 2009 | Kitt Peak            | Spacewatch        |
| 411893 | 2012 FD39              | 20 de desembre de 2006 | Mount Lemmon         | Mt. Lemmon Survey |
| 411894 | 2012 FC40              | 19 d'agost de 2003     | Campo Imperatore     | CINEOS            |
| 411895 | 2012 FH40              | 9 d'octubre de 2004    | Kitt Peak            | Spacewatch        |
| 411896 | 2012 FQ40              | 2 de maig de 2008      | Mount Lemmon         | Mt. Lemmon Survey |
| 411897 | 2012 FV40              | 22 d'abril de 2007     | Mount Lemmon         | Mt. Lemmon Survey |
| 411898 | 2012 FN41              | 30 de setembre de 2005 | Mount Lemmon         | Mt. Lemmon Survey |
| 411899 | 2012 FF42              | 10 d'octubre de 2004   | Kitt Peak            | Spacewatch        |
| 411900 | 2012 FK46              | 14 d'abril de 2008     | Kitt Peak            | Spacewatch        |

## 411901-412000
| Nom    | Designació provisional | Data de descobriment   | Lloc de descobriment | Descobridor/s        |
| ------ | ---------------------- | ---------------------- | -------------------- | -------------------- |
| 411901 | 2012 FF47              | 27 d'octubre de 2005   | Mount Lemmon         | Mt. Lemmon Survey    |
| 411902 | 2012 FA54              | 17 de març de 1996     | Kitt Peak            | Spacewatch           |
| 411903 | 2012 FJ54              | 1 de setembre de 2005  | Kitt Peak            | Spacewatch           |
| 411904 | 2012 FU56              | 12 d'octubre de 1993   | Kitt Peak            | Spacewatch           |
| 411905 | 2012 FQ59              | 7 d'octubre de 2004    | Kitt Peak            | Spacewatch           |
| 411906 | 2012 FU59              | 21 de setembre de 2003 | Kitt Peak            | Spacewatch           |
| 411907 | 2012 FP61              | 17 de setembre de 2009 | Mount Lemmon         | Mt. Lemmon Survey    |
| 411908 | 2012 FY62              | 26 de febrer de 2007   | Mount Lemmon         | Mt. Lemmon Survey    |
| 411909 | 2012 FK63              | 13 de maig de 1997     | Kitt Peak            | Spacewatch           |
| 411910 | 2012 FN63              | 15 de març de 2007     | Kitt Peak            | Spacewatch           |
| 411911 | 2012 FO65              | 12 d'abril de 1999     | Kitt Peak            | Spacewatch           |
| 411912 | 2012 FS66              | 13 de novembre de 2010 | Mount Lemmon         | Mt. Lemmon Survey    |
| 411913 | 2012 FZ66              | 9 de març de 2007      | Kitt Peak            | Spacewatch           |
| 411914 | 2012 FD67              | 2 d'abril de 1995      | Kitt Peak            | Spacewatch           |
| 411915 | 2012 FS68              | 15 de desembre de 2010 | Mount Lemmon         | Mt. Lemmon Survey    |
| 411916 | 2012 FT68              | 16 de setembre de 2003 | Kitt Peak            | Spacewatch           |
| 411917 | 2012 FZ68              | 1 de desembre de 2005  | Kitt Peak            | Spacewatch           |
| 411918 | 2012 FK69              | 11 de novembre de 2001 | Socorro              | LINEAR               |
| 411919 | 2012 FF70              | 16 de gener de 2011    | Mount Lemmon         | Mt. Lemmon Survey    |
| 411920 | 2012 FG70              | 23 d'agost de 1998     | Kitt Peak            | Spacewatch           |
| 411921 | 2012 FR73              | 20 de setembre de 2009 | Mount Lemmon         | Mt. Lemmon Survey    |
| 411922 | 2012 FR74              | 23 d'agost de 2001     | Anderson Mesa        | LONEOS               |
| 411923 | 2012 FZ75              | 2 de febrer de 2006    | Kitt Peak            | Spacewatch           |
| 411924 | 2012 FD82              | 6 de novembre de 2005  | Mount Lemmon         | Mt. Lemmon Survey    |
| 411925 | 2012 FE82              | 23 d'abril de 2007     | Kitt Peak            | Spacewatch           |
| 411926 | 2012 FN83              | 11 de novembre de 2004 | Kitt Peak            | Spacewatch           |
| 411927 | 2012 GB1               | 12 d'octubre de 1998   | Kitt Peak            | Spacewatch           |
| 411928 | 2012 GP2               | 10 de novembre de 2009 | Mount Lemmon         | Mt. Lemmon Survey    |
| 411929 | 2012 GX2               | 9 de novembre de 1993  | Kitt Peak            | Spacewatch           |
| 411930 | 2012 GX3               | 16 de març de 2012     | Kitt Peak            | Spacewatch           |
| 411931 | 2012 GS7               | 23 de gener de 2006    | Catalina             | CSS                  |
| 411932 | 2012 GQ8               | 1 d'octubre de 2005    | Mount Lemmon         | Mt. Lemmon Survey    |
| 411933 | 2012 GL9               | 26 de setembre de 2005 | Kitt Peak            | Spacewatch           |
| 411934 | 2012 GB10              | 18 d'abril de 2007     | Kitt Peak            | Spacewatch           |
| 411935 | 2012 GO10              | 29 de setembre de 2008 | Kitt Peak            | Spacewatch           |
| 411936 | 2012 GY12              | 19 de març de 2001     | Anderson Mesa        | LONEOS               |
| 411937 | 2012 GH19              | 2 d'octubre de 2003    | Kitt Peak            | Spacewatch           |
| 411938 | 2012 GY19              | 25 d'abril de 2007     | Kitt Peak            | Spacewatch           |
| 411939 | 2012 GV21              | 22 de novembre de 2006 | Mount Lemmon         | Mt. Lemmon Survey    |
| 411940 | 2012 GA22              | 23 d'octubre de 2009   | Mount Lemmon         | Mt. Lemmon Survey    |
| 411941 | 2012 GY23              | 22 de febrer de 2006   | Anderson Mesa        | LONEOS               |
| 411942 | 2012 GD24              | 8 de desembre de 2010  | Kitt Peak            | Spacewatch           |
| 411943 | 2012 GZ25              | 26 de febrer de 2012   | Kitt Peak            | Spacewatch           |
| 411944 | 2012 GY29              | 24 d'octubre de 2003   | Kitt Peak            | Spacewatch           |
| 411945 | 2012 GS30              | 10 de febrer de 2007   | Catalina             | CSS                  |
| 411946 | 2012 GB36              | 22 d'octubre de 2003   | Kitt Peak            | Spacewatch           |
| 411947 | 2012 GE37              | 17 de novembre de 2004 | Campo Imperatore     | CINEOS               |
| 411948 | 2012 GR37              | 20 de novembre de 2009 | Kitt Peak            | Spacewatch           |
| 411949 | 2012 HB6               | 24 de febrer de 2006   | Catalina             | CSS                  |
| 411950 | 2012 HY14              | 1 de febrer de 2006    | Kitt Peak            | Spacewatch           |
| 411951 | 2012 HE15              | 25 d'abril de 2007     | Kitt Peak            | Spacewatch           |
| 411952 | 2012 HX16              | 6 de setembre de 2008  | Catalina             | CSS                  |
| 411953 | 2012 HJ18              | 16 de gener de 2007    | Catalina             | CSS                  |
| 411954 | 2012 HS19              | 31 de març de 2003     | Anderson Mesa        | LONEOS               |
| 411955 | 2012 HS21              | 25 de maig de 2006     | Mount Lemmon         | Mt. Lemmon Survey    |
| 411956 | 2012 HG28              | 8 de gener de 2010     | Mount Lemmon         | Mt. Lemmon Survey    |
| 411957 | 2012 HS30              | 10 de desembre de 2004 | Kitt Peak            | Spacewatch           |
| 411958 | 2012 HH34              | 22 de novembre de 2009 | Catalina             | CSS                  |
| 411959 | 2012 HS36              | 27 de novembre de 2009 | Mount Lemmon         | Mt. Lemmon Survey    |
| 411960 | 2012 HZ37              | 11 de desembre de 2004 | Kitt Peak            | Spacewatch           |
| 411961 | 2012 HM38              | 16 de setembre de 2009 | Kitt Peak            | Spacewatch           |
| 411962 | 2012 HD42              | 17 de setembre de 2009 | Mount Lemmon         | Mt. Lemmon Survey    |
| 411963 | 2012 HC44              | 21 de setembre de 2008 | Mount Lemmon         | Mt. Lemmon Survey    |
| 411964 | 2012 HB45              | 5 de setembre de 2008  | Kitt Peak            | Spacewatch           |
| 411965 | 2012 HJ46              | 9 de novembre de 2004  | Catalina             | CSS                  |
| 411966 | 2012 HO46              | 25 de novembre de 2009 | Mount Lemmon         | Mt. Lemmon Survey    |
| 411967 | 2012 HW47              | 28 de setembre de 2008 | Catalina             | CSS                  |
| 411968 | 2012 HH49              | 22 d'abril de 2012     | Kitt Peak            | Spacewatch           |
| 411969 | 2012 HV50              | 17 de novembre de 2009 | Catalina             | CSS                  |
| 411970 | 2012 HE52              | 18 de març de 2007     | Kitt Peak            | Spacewatch           |
| 411971 | 2012 HZ53              | 10 de setembre de 2004 | Kitt Peak            | Spacewatch           |
| 411972 | 2012 HU56              | 25 de febrer de 2006   | Kitt Peak            | Spacewatch           |
| 411973 | 2012 HU58              | 10 de maig de 2007     | Mount Lemmon         | Mt. Lemmon Survey    |
| 411974 | 2012 HY58              | 13 de gener de 2010    | Mount Lemmon         | Mt. Lemmon Survey    |
| 411975 | 2012 HV59              | 23 d'octubre de 2009   | Mount Lemmon         | Mt. Lemmon Survey    |
| 411976 | 2012 HF64              | 27 d'octubre de 2003   | Kitt Peak            | Spacewatch           |
| 411977 | 2012 HT65              | 13 d'octubre de 2010   | Kitt Peak            | Spacewatch           |
| 411978 | 2012 HN66              | 1 de febrer de 2010    | WISE                 | WISE                 |
| 411979 | 2012 HV69              | 8 de març de 2003      | Anderson Mesa        | LONEOS               |
| 411980 | 2012 HK74              | 17 de maig de 2002     | Kitt Peak            | Spacewatch           |
| 411981 | 2012 HJ78              | 9 d'abril de 2006      | Mount Lemmon         | Mt. Lemmon Survey    |
| 411982 | 2012 JN2               | 6 de novembre de 2005  | Mount Lemmon         | Mt. Lemmon Survey    |
| 411983 | 2012 JD3               | 5 de novembre de 2003  | Anderson Mesa        | LONEOS               |
| 411984 | 2012 JN8               | 29 d'octubre de 2008   | Mount Lemmon         | Mt. Lemmon Survey    |
| 411985 | 2012 JF16              | 11 de març de 2010     | WISE                 | WISE                 |
| 411986 | 2012 JY16              | 12 de desembre de 2004 | Kitt Peak            | Spacewatch           |
| 411987 | 2012 JG18              | 31 de gener de 2006    | Kitt Peak            | Spacewatch           |
| 411988 | 2012 JJ23              | 19 d'abril de 2006     | Kitt Peak            | Spacewatch           |
| 411989 | 2012 JY23              | 11 de desembre de 2004 | Kitt Peak            | Spacewatch           |
| 411990 | 2012 JB27              | 24 de desembre de 2006 | Mount Lemmon         | Mt. Lemmon Survey    |
| 411991 | 2012 JY38              | 8 de juny de 2007      | Kitt Peak            | Spacewatch           |
| 411992 | 2012 JG40              | 21 de febrer de 2007   | Catalina             | CSS                  |
| 411993 | 2012 JQ40              | 1 d'octubre de 2003    | Kitt Peak            | Spacewatch           |
| 411994 | 2012 JX45              | 16 de desembre de 2004 | Kitt Peak            | Spacewatch           |
| 411995 | 2012 JF52              | 31 de gener de 2006    | Kitt Peak            | Spacewatch           |
| 411996 | 2012 JW52              | 22 de setembre de 2009 | Mount Lemmon         | Mt. Lemmon Survey    |
| 411997 | 2012 JH61              | 19 de novembre de 2003 | Anderson Mesa        | LONEOS               |
| 411998 | 2012 KA9               | 8 de gener de 2003     | Socorro              | LINEAR               |
| 411999 | 2012 KE12              | 26 d'agost de 2008     | Siding Spring        | Siding Spring Survey |
| 412000 | 2012 KG16              | 1 d'octubre de 2008    | Mount Lemmon         | Mt. Lemmon Survey    |